# Europees kampioenschap voetbal 2020
Het Europees kampioenschap mannenvoetbal 2020, waarvan UEFA Euro 2020 het eindtoernooi was, was de 16e editie van het vierjaarlijkse voetbaltoernooi. Het zou in eerste instantie worden gehouden van 12 juni tot en met 12 juli 2020, maar vanwege de coronapandemie werd het evenement uitgesteld naar 11 juni tot en met 11 juli 2021. 
Het toernooi werd, net zoals in 2020 het plan was, in elf stadions en evenveel landen gespeeld. Nog nooit waren zoveel landen gastheer. De openingswedstrijd was in Rome, de finale in Londen. Het toernooi werd gewonnen door Italië.

## Kandidaatstelling

### Procedure
De eindronde zou in 2020 in eerste instantie in dertien stadions in evenzoveel steden en landen worden gehouden. Twaalf steden zouden elk drie groepswedstrijden en een achtste of kwartfinale organiseren, de dertiende stad zou de halve finales en finale organiseren. Omdat de UEFA in 2017 besloot om Brussel als speelstad te schrappen, werden dat uiteindelijk twaalf steden en landen. Door de ontwikkelingen door o.a. het coronavirus, werd door de UEFA besloten om het EK in elf steden en landen te laten plaatsvinden.
Alle landen die bij de UEFA zijn aangesloten mochten één stadion aandragen om groepswedstrijden en knock-outwedstrijden te organiseren, en één stadion aandragen voor de finaleronde. Dit mocht hetzelfde stadion zijn. Nieuwe stadions mochten ook worden voorgedragen mits deze uiterlijk in 2016 werden opgeleverd.
De minimale capaciteit voor de stadions voor de verschillende fases van het toernooi was als volgt vastgesteld:
- 70.000 voor de halve finale en finale,
- 60.000 voor de kwartfinales,
- 50.000 voor de achtste finale en de groepswedstrijden.

Twee uitzonderingen werden toegestaan voor stadions met een capaciteit van minimum 30.000 toeschouwers. Hier mochten dan groepswedstrijden en een achtste finale worden gehouden.
Alle landen moesten meedoen aan de kwalificaties, waardoor het dus mogelijk werd dat een gastland zich niet kwalificeerde voor het eindtoernooi. Dit gebeurde bij Roemenië en Azerbeidzjan.

### Tijdspad
Het tijdspad voor landen om hun speelstad aan te bieden ging als volgt:
- 28 maart 2013: de UEFA stelt de eisen aan de kandidatuur en de regels vast;
- april 2013: de UEFA publiceert de eisen en opent de bidfase;
- september 2013: de landen moeten hun kandidaatstad benoemen;
- april 2014: de landen moeten het bidbook indienen en de UEFA start met de beoordeling;
- 19 september 2014: de UEFA wijst de speelsteden aan.

### Kandidaatstadia
De UEFA publiceerde in april 2014 de lijst met kandidaatstadia. Twee landen wilden de finaleronde organiseren; Duitsland en Engeland. Negentien landen (waaronder ook Duitsland en Engeland) wilden de groepswedstrijden organiseren. Hiervan werden er dertien geselecteerd. Vier landen (Bulgarije, Denemarken, Noord-Macedonië en Wit-Rusland), stelden zich kandidaat met een stadion met een capaciteit tussen de 35.000 en 50.000 toeschouwers; hier zouden er maximaal twee van worden geselecteerd. Van de vijftien landen met stadions vanaf 50.000 toeschouwers zouden ten minste elf landen worden geselecteerd. De stadions werden al in september 2014 aangewezen. Aangezien Bilbao en Dublin door de aanhoudende coronapandemie niet konden garanderen dat de wedstrijden voor publiek konden worden gespeeld, werd Bilbao vervangen door Sevilla en werden de wedstrijden van Dublin verdeeld over Londen en Sint-Petersburg.
De organisatie rondom de EK-wedstrijden in Amsterdam ontving een subsidie van € 2.500.000 van het Ministerie van VWS, in het kader van de subsidieregeling van topsportevenementen.
Geselecteerde stadions
| Land         | Stad            | Stadion               | Capaciteit | Capaciteit door gevolgen corona                          |
| ------------ | --------------- | --------------------- | ---------- | -------------------------------------------------------- |
| Azerbeidzjan | Bakoe           | Olympisch Stadion     | 69.870     | ± 35.000                                                 |
| Denemarken   | Kopenhagen      | Parken                | 38.065     | ± 11.000                                                 |
| Duitsland    | München         | Allianz Arena         | 75.024     | ± 37.500                                                 |
| Engeland     | Londen          | Wembley Stadium       | 90.000     | ± 21.000 (groepsfase) ± 40.000 (halve finales en finale) |
| Hongarije    | Boedapest       | Puskás Aréna          | 67.215     | ± 67.215                                                 |
| Ierland      | Dublin          | Avivastadion          | 50.000     |                                                          |
| Italië       | Rome            | Stadio Olimpico       | 72.700     | ± 18.000                                                 |
| Nederland    | Amsterdam       | Johan Cruijff ArenA   | 55.500     | ± 16.000                                                 |
| Roemenië     | Boekarest       | Arena Națională       | 55.600     | ± 12.000                                                 |
| Rusland      | Sint-Petersburg | Krestovskistadion     | 66.881     | ± 33.500                                                 |
| Schotland    | Glasgow         | Hampden Park          | 52.103     | ± 12.000                                                 |
| Spanje       | Bilbao          | San Mamés             | 53.332     |                                                          |
| Spanje       | Sevilla         | Estadio de La Cartuja | 57.619     | ± 20.000                                                 |

### Stadions
| Londen                | Rome                               | · Londen München Rome Bakoe Amsterdam Sint-Petersburg Boedapest Boekarest Sevilla Glasgow Kopenhagen | · Londen München Rome Bakoe Amsterdam Sint-Petersburg Boedapest Boekarest Sevilla Glasgow Kopenhagen | München            |
| --------------------- | ---------------------------------- | --- | --- | ------------------ |
| Wembley Stadium       | Stadio Olimpico                    | · Londen München Rome Bakoe Amsterdam Sint-Petersburg Boedapest Boekarest Sevilla Glasgow Kopenhagen | · Londen München Rome Bakoe Amsterdam Sint-Petersburg Boedapest Boekarest Sevilla Glasgow Kopenhagen | Allianz Arena      |
| Capaciteit: 90.000    | Capaciteit: 70.634                 | · Londen München Rome Bakoe Amsterdam Sint-Petersburg Boedapest Boekarest Sevilla Glasgow Kopenhagen | · Londen München Rome Bakoe Amsterdam Sint-Petersburg Boedapest Boekarest Sevilla Glasgow Kopenhagen | Capaciteit: 70.000 |
|                       |                                    | · Londen München Rome Bakoe Amsterdam Sint-Petersburg Boedapest Boekarest Sevilla Glasgow Kopenhagen | · Londen München Rome Bakoe Amsterdam Sint-Petersburg Boedapest Boekarest Sevilla Glasgow Kopenhagen |                    |
| Bakoe                 | Sint-Petersburg                    | · Londen München Rome Bakoe Amsterdam Sint-Petersburg Boedapest Boekarest Sevilla Glasgow Kopenhagen | · Londen München Rome Bakoe Amsterdam Sint-Petersburg Boedapest Boekarest Sevilla Glasgow Kopenhagen | Boedapest          |
| Olympisch Stadion     | Krestovskistadion                  | · Londen München Rome Bakoe Amsterdam Sint-Petersburg Boedapest Boekarest Sevilla Glasgow Kopenhagen | · Londen München Rome Bakoe Amsterdam Sint-Petersburg Boedapest Boekarest Sevilla Glasgow Kopenhagen | Puskás Aréna       |
| Capaciteit: 68.700    | Capaciteit: 68.134 (nieuw stadion) | · Londen München Rome Bakoe Amsterdam Sint-Petersburg Boedapest Boekarest Sevilla Glasgow Kopenhagen | · Londen München Rome Bakoe Amsterdam Sint-Petersburg Boedapest Boekarest Sevilla Glasgow Kopenhagen | Capaciteit: 67.215 |
|                       |                                    | · Londen München Rome Bakoe Amsterdam Sint-Petersburg Boedapest Boekarest Sevilla Glasgow Kopenhagen | · Londen München Rome Bakoe Amsterdam Sint-Petersburg Boedapest Boekarest Sevilla Glasgow Kopenhagen |                    |
| Sevilla               | Boekarest                          | Amsterdam                                                                                            | Glasgow                                                                                              | Kopenhagen         |
| Estadio de La Cartuja | Arena Națională                    | Johan Cruijff ArenA                                                                                  | Hampden Park                                                                                         | Parken             |
| Capaciteit: 60.000    | Capaciteit: 55.600                 | Capaciteit: 55.500                                                                                   | Capaciteit: 51.866                                                                                   | Capaciteit: 38.065 |
|                       |                                    | | |                    |

## Proces voorafgaand aan het besluit tot de pan-Europese opzet
In eerste instantie zouden één of twee landen zich kandidaat moeten stellen om het toernooi te organiseren, zo maakte de UEFA begin 2012 bekend. Landen hadden tot mei 2012 de tijd om hun interesse te tonen. Indien er slechts één kandidaat zou zijn, zou de UEFA met dat land verdergaan om te kijken of het geschikt is voor de organisatie. Bij meerdere kandidaten zouden de kandidaten 18 maanden de tijd krijgen om een bidbook in te dienen en zou het gastland eind 2013, begin 2014 bekend worden gemaakt.
Tot enkele dagen voor de deadline bleek Turkije waarschijnlijk de enige belangstellende te worden. Op het laatste moment maakten ook de combinatie van Azerbeidzjan en Georgië en een van Ierland, Schotland en Wales hun interesse bekend. Een maand later gaf de UEFA niet alleen deze landen, maar ook alle andere landen de mogelijkheid om voor het einde van 2012 met een bidbook te komen.
Tijdens een persconferentie op 30 juni 2012, een dag voor de finale van Euro 2012 maakte UEFA-voorzitter Michel Platini bekend dat hij overwoog om het toernooi in 2020 over 12 à 13 steden over Europa te houden. Dit ter ere van het 60-jarige bestaan van het EK. Ook zou het financieel interessant zijn omdat dan per stad of land slechts één stadion nodig is. Platini gaf verder aan dat de UEFA in januari 2013 zou besluiten of het de kandidatuur zou openstellen voor één land, twee landen of voor heel Europa.
De UEFA besloot op 6 december 2012 het toernooi in verschillende landen te houden. Van de 53 Europese voetbalbonden was alleen de Turkse voetbalbond tegen. Turkije achtte zich kansrijk om in 2020 het toernooi alleen te mogen organiseren, mede na de publiekelijke steun van Platini.
Direct na de bekendmaking van de definitieve opzet in januari 2013 gaf Platini een persconferentie waarbij hij aangaf op Turkije te stemmen wanneer dat land zich kandidaat zou stellen voor de organisatie van de halve finales en finale. Hij maakte wel een voorbehoud; als Istanboel op 7 september 2013 de organisatie van de Olympische Zomerspelen 2020 was toegewezen, was het uitgesloten dat het EK in Turkije zou worden gehouden. Het was echter Tokio dat de voorkeur kreeg boven Istanboel en Madrid. Vlak voor het verstrijken van de deadline besloot de Turkse voetbalbond zich niet kandidaat te stellen. Dit omdat het graag het toernooi alleen wilde organiseren en het zich daarom wilde richten op 2024. Uiteindelijk ging voor dat jaar de keuze naar Duitsland.
Een aantal landen of combinaties van landen hadden interesse om zich kandidaat te stellen, maar deden dat uiteindelijk niet meer. Dit waren België, Duitsland en Nederland en de combinaties van Bosnië en Herzegovina, Kroatië en Servië, van Bulgarije en Roemenië en van Hongarije en Roemenië.

## Logo
Het officiële logo werd voorgesteld op 21 september 2016 tijdens een ceremonie in de London City Hall. Eenheid en verbondenheid zijn belangrijke kenmerken van het logo, die tot uiting komen door de afbeelding van een brug. De basis van het logo is een brug, met daarop de Henri Delaunay-Cup. Rondom deze beker staan getekende fans.
Elke individuele gaststad had ook zijn eigen unieke logo. De rechthoekige logo's waren voorzien van de tekst "UEFA EURO 2020" aan de bovenkant, de plaatsnaam boven de tekst "host city" aan de onderkant (allemaal in hoofdletters), het hoofdtoernooi-logo aan de linkerkant en een lokale brug aan de rechterkant. Elk logo werd weergegeven in het Engels, samen met variaties in de lokale taal indien van toepassing. De logo's werden van september 2016 tot januari 2017 onthuld.
| Gaststad        | Datum onthulling  | Brug              | Andere taal    | Ref.   |
| --------------- | ----------------- | ----------------- | -------------- | ------ |
| Londen          | 21 september 2016 | Tower Bridge      | /              |        |
| Rome            | 22 september 2016 | Engelenbrug       | Italiaans      | [ 31 ] |
| Bakoe           | 30 september 2016 | Kabelbrug         | Azerbeidzjaans | [ 32 ] |
| Boekarest       | 15 oktober 2016   | Brug van Basarab  | Roemeens       | [ 33 ] |
| Glasgow         | 25 oktober 2016   | Clyde Arc         | /              | [ 34 ] |
| München         | 27 oktober 2016   | Wittelsbacherbrug | Duits          | [ 35 ] |
| Kopenhagen      | 1 november 2016   | Cirkelbrug        | Deens          | [ 36 ] |
| Boedapest       | 16 november 2016  | Kettingbrug       | Hongaars       | [ 37 ] |
| Amsterdam       | 16 december 2016  | Magere Brug       | Nederlands     | [ 38 ] |
| Sint-Petersburg | 19 januari 2017   | Paleisbrug        | Russisch       | [ 39 ] |
| Sevilla         |                   | Alamillobrug      | Spaans         | [ 40 ] |

| Gaststad | Datum onthulling | Brug                | Andere taal       | Ref.   |
| -------- | ---------------- | ------------------- | ----------------- | ------ |
| Dublin   | 24 november 2016 | Samuel Beckett-brug | Iers              | [ 41 ] |
| Brussel  | 14 december 2016 | Sobieskibrug        | Nederlands, Frans | [ 42 ] |
| Bilbao   | 15 december 2016 | San Antónbrug       | Spaans            | [ 43 ] |

De officiële slogan van het toernooi was Live It. For Real. De slogan was bedoeld om fans aan te moedigen om de wedstrijden over heel Europa live bij te wonen in het stadion.

## Lied
Op 19 oktober 2019 werd bekendgemaakt dat de Nederlandse dj en producer Martin Garrix het officiële EK-lied zou schrijven en produceren. Op 4 mei 2021 werd bekend dat hij het nummer samen met U2-leden Bono en The Edge maakte en dat het nummer de titel We Are the People zou krijgen. Het nummer werd uitgebracht op 14 mei 2021.

## Kwalificatie

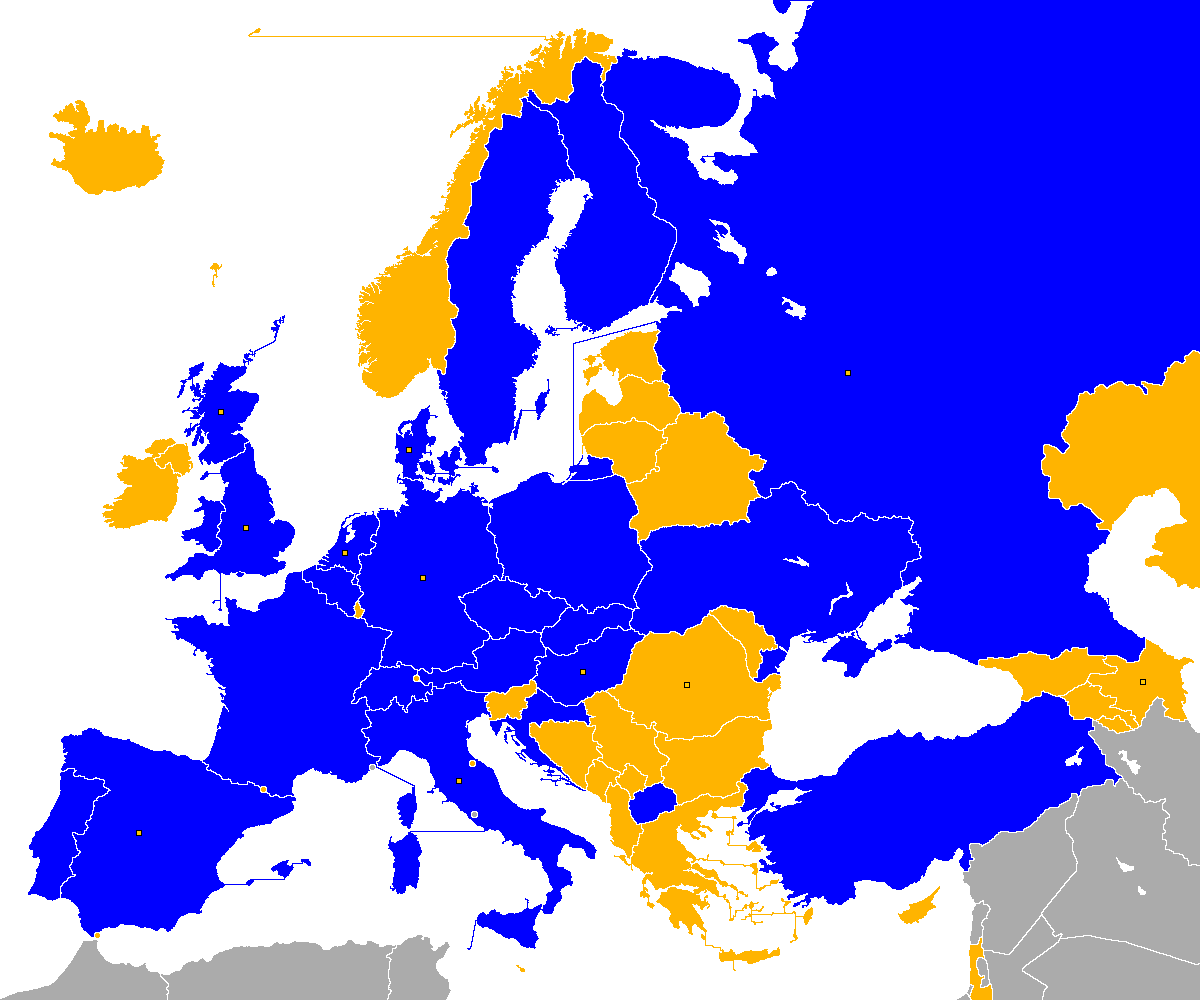
Kwalificatie EK 2020
Gekwalificeerd
Niet gekwalificeerd

### Loting
De kwalificatiegroepen werden geloot op 2 december 2018 in Dublin.

#### Procedure
Alle landen die deelnamen, moesten zich via de kwalificatie plaatsen, ook de landen waarin tijdens de eindronde gespeeld zou worden. Voor de kwalificatie werden tien groepen gevormd waarbij uit iedere groep de eerste twee landen zich plaatsen voor de eindronde. De 55 landen die zich ingeschreven hadden, werden verdeeld over vijf groepen met vijf landen en vijf groepen met zes landen. Bij de loting werden alle landen geplaatst op basis van hun prestaties tijdens de UEFA Nations League 2018/19. De vier landen die zich geplaatst hadden voor de finale van de Nations League werden in een groep van vijf landen geplaatst.
Bij de indeling van de groepen werd rekening gehouden met meerdere extra factoren waaronder ligging van het land en politieke gevoeligheden. Bovendien konden hooguit twee landen die wedstrijden tijdens de eindronde organiseren bij elkaar in de groep komen.
Na de kwalificatie waren 20 landen geplaatst. De laatste vier deelnemers kwamen uit de play-offs die in de vier divisies van de Nations League werden gehouden na afloop van de kwalificatie.

### Gekwalificeerde landen
| Land            | Gekwalificeerd als | Kwalificatiedatum | Eerdere deelnames aan EK                                                    | Winnaar van EK       |
| --------------- | ------------------ | ----------------- | --------------------------------------------------------------------------- | -------------------- |
| Engeland        | Winnaar groep A    | 14 november 2019  | (9) 1968, 1980, 1988, 1992, 1996, 2000, 2004, 2012, 2016                    | (0)                  |
| Tsjechië        | Tweede groep A     | 14 november 2019  | (6) 1996, 2000, 2004, 2008, 2012, 2016                                      | (0)                  |
| Oekraïne        | Winnaar groep B    | 14 oktober 2019   | (2) 2012, 2016                                                              | (0)                  |
| Portugal        | Tweede groep B     | 17 november 2019  | (7) 1984, 1996, 2000, 2004, 2008, 2012, 2016                                | (1) 2016             |
| Duitsland       | Winnaar groep C    | 16 november 2019  | (12) 1972, 1976, 1980, 1984, 1988, 1992, 1996, 2000, 2004, 2008, 2012, 2016 | (3) 1972, 1980, 1996 |
| Nederland       | Tweede groep C     | 16 november 2019  | (9) 1976, 1980, 1988, 1992, 1996, 2000, 2004, 2008, 2012                    | (1) 1988             |
| Zwitserland     | Winnaar groep D    | 18 november 2019  | (4) 1996, 2004, 2008, 2016                                                  | (0)                  |
| Denemarken      | Tweede groep D     | 18 november 2019  | (8) 1964, 1984, 1988, 1992, 1996, 2000, 2004, 2012                          | (1) 1992             |
| Kroatië         | Winnaar groep E    | 16 november 2019  | (5) 1996, 2004, 2008, 2012, 2016                                            | (0)                  |
| Wales           | Tweede groep E     | 19 november 2019  | (1) 2016                                                                    | (0)                  |
| Spanje          | Winnaar groep F    | 15 oktober 2019   | (10) 1964, 1980, 1984, 1988, 1996, 2000, 2004, 2008, 2012, 2016             | (3) 1964, 2008, 2012 |
| Zweden          | Tweede groep F     | 15 november 2019  | (6) 1992, 2000, 2004, 2008, 2012, 2016                                      | (0)                  |
| Polen           | Winnaar groep G    | 13 oktober 2019   | (3) 2008, 2012, 2016                                                        | (0)                  |
| Oostenrijk      | Tweede groep G     | 16 november 2019  | (2) 2008, 2016                                                              | (0)                  |
| Frankrijk       | Winnaar groep H    | 14 november 2019  | (9) 1960, 1984, 1992, 1996, 2000, 2004, 2008, 2012, 2016                    | (2) 1984, 2000       |
| Turkije         | Tweede groep H     | 14 november 2019  | (4) 1996, 2000, 2008, 2016                                                  | (0)                  |
| België          | Winnaar groep I    | 10 oktober 2019   | (5) 1972, 1980, 1984, 2000, 2016                                            | (0)                  |
| Rusland         | Tweede groep I     | 13 oktober 2019   | (5) 1996, 2004, 2008, 2012, 2016                                            | (0)                  |
| Italië          | Winnaar groep J    | 12 oktober 2019   | (9) 1968, 1980, 1988, 1996, 2000, 2004, 2008, 2012, 2016                    | (1) 1968             |
| Finland         | Tweede groep J     | 15 november 2019  | (0)                                                                         | (0)                  |
| Hongarije       | Play-off divisie A | 12 november 2020  | (3) 1964, 1972, 2016                                                        | (0)                  |
| Slowakije       | Play-off divisie B | 12 november 2020  | (1) 2016                                                                    | (0)                  |
| Schotland       | Play-off divisie C | 12 november 2020  | (2) 1992, 1996                                                              | (0)                  |
| Noord-Macedonië | Play-off divisie D | 12 november 2020  | (0)                                                                         | (0)                  |

## Scheidsrechters
Op 21 april 2021 maakte de UEFA de 19 geselecteerde scheidsrechters bekend. Björn Kuipers en Danny Makkelie waren de Nederlandse scheidsrechters. Op 12 februari 2020 ondertekenden de UEFA en de CONMEBOL een memorandum van overeenstemming voor het versterken van de samenwerking en werd er afgesproken dat een arbitrageteam uit Zuid-Amerika de leiding zal krijgen over een wedstrijd tijdens de groepsfase van het toernooi. Op 21 april 2021 werd de Argentijn Fernando Rapallini aangewezen als scheidsrechter op het toernooi namens de CONMEBOL.
Ook kondigde de UEFA op 21 april 2021 aan dat er 22 videoscheidsrechters (VAR) en 12 ondersteunde scheidsrechters, die als vierde official of reserve assistent-scheidsrechter zouden fungeren, aanwezig gingen zijn. Hier zat ook de Franse Stéphanie Frappart bij, waardoor zij de eerste vrouwelijke official ooit op een EK werd.
| Land        | Scheidsrechter          | Assistent- scheidsrechters                         | Vierde official               | Reservegrensrechter (Vijfde official) | Videoscheidsrechter (VAR)                                             | Assistent- videoscheidsrechter (AVAR) |
| ----------- | ----------------------- | -------------------------------------------------- | ----------------------------- | ------------------------------------- | --------------------------------------------------------------------- | ------------------------------------- |
| Argentinië  | Fernando Rapallini      | Juan Pablo Belatti Diego Bonfá                     |                               |                                       |                                                                       |                                       |
| Bulgarije   |                         |                                                    | Georgi Kabakov                | Martin Margaritov                     |                                                                       |                                       |
| Duitsland   | Felix Brych             | Mark Borsch Stefan Lupp                            |                               |                                       | Bastian Dankert Christian Dingert Marco Fritz                         | Christian Gittelmann                  |
| Duitsland   | Daniel Siebert          | Jan Seidel Rafael Foltyn                           |                               |                                       | Bastian Dankert Christian Dingert Marco Fritz                         | Christian Gittelmann                  |
| Engeland    | Michael Oliver          | Stuart Burt Simon Bennett                          | Stuart Attwell Chris Kavanagh | Lee Betts                             |                                                                       |                                       |
| Engeland    | Anthony Taylor          | Gary Beswick Adam Nunn                             | Stuart Attwell Chris Kavanagh | Lee Betts                             |                                                                       |                                       |
| Frankrijk   | Clément Turpin          | Nicolas Danos Cyril Gringore                       | Stéphanie Frappart            | Mikaël Berchebru                      | Jérôme Brisard François Letexier                                      | Benjamin Pagès                        |
| Israël      | Orel Grinfeeld          | Roy Hassan Idan Yarkoni                            |                               |                                       |                                                                       |                                       |
| Italië      | Daniele Orsato          | Alessandro Giallatini Fabiano Preti                | Davide Massa                  | Stefano Alassio                       | Marco Di Bello Massimiliano Irrati Paolo Valeri                       | Filippo Meli                          |
| Nederland   | Björn Kuipers           | Sander van Roekel Erwin Zeinstra                   |                               |                                       | Kevin Blom Pol van Boekel                                             |                                       |
| Nederland   | Danny Makkelie          | Hessel Steegstra Jan de Vries                      |                               |                                       | Kevin Blom Pol van Boekel                                             |                                       |
| Polen       |                         |                                                    | Bartosz Frankowski            | Marcin Boniek                         | Paweł Gil                                                             |                                       |
| Portugal    | Artur Soares Dias       | Rui Licínio Paulo Soares                           |                               |                                       | João Pinheiro                                                         |                                       |
| Roemenië    | Ovidiu Haţegan          | Sebastian Eugen Gheorghe Radu Adrian Ghinguleac    |                               |                                       |                                                                       |                                       |
| Roemenië    | István Kovács           | Vasile Florin Marinescu Artene Mihai Ovidiu        |                               |                                       |                                                                       |                                       |
| Rusland     | Sergej Karasjov         | Igor Demesjko Maksim Gavrilin                      |                               |                                       |                                                                       |                                       |
| Servië      |                         |                                                    | Srđan Jovanović               | Uroš Stojković                        |                                                                       |                                       |
| Slovenië    | Slavko Vinčić           | Tomaž Klančnik Andraž Kovačič                      |                               |                                       |                                                                       |                                       |
| Spanje      | Carlos del Cerro Grande | Juan Carlos Yuste Jiménez Roberto Alonso Fernández |                               |                                       | Alejandro Hernández Juan Martínez Munuera José María Sánchez Martínez | Íñigo Prieto López de Cerain          |
| Spanje      | Antonio Mateu Lahoz     | Pau Cebrián Devis Roberto Díaz Pérez del Palomar   |                               |                                       | Alejandro Hernández Juan Martínez Munuera José María Sánchez Martínez | Íñigo Prieto López de Cerain          |
| Turkije     | Cüneyt Çakır            | Bahattin Duran Tarik Ongun                         |                               |                                       |                                                                       |                                       |
| Zweden      | Andreas Ekberg          | Mehmet Culum Stefan Hallberg                       |                               |                                       |                                                                       |                                       |
| Zwitserland |                         |                                                    | Sandro Schärer                | Stéphane De Almeida                   |                                                                       |                                       |

## Openingsceremonie
De openingsceremonie vond op 11 juni 2021 in het Stadio Olimpico in Rome plaats, voorafgaand aan de openingswedstrijd van het toernooi. De Italiaanse operazanger Andrea Bocelli zong het lied Nessun dorma voor de aanwezige toeschouwers. Vervolgens waren Martin Garrix, Bono en The Edge te zien in een virtuele videoclip met het officiële EK-anthem We Are the People. De uitvoering werd door motion control-studio's gefilmd in Londen en het Stadio Olimpico. Dit om het stadion en de omgeving eromheen in 3D weer te geven.

## Eindronde
De zes groepen (A tot en met F) bestonden elk uit vier ploegen, waarvan de beste twee van elke groep doorgingen naar de knock-outfase. Ook de vier beste derde ploegen gingen door naar de achtste finales, voor er werd overgegaan naar de gebruikelijke kwartfinales, halve finales en de finale. Zo vielen er na de groepsfase slechts acht ploegen af. De 51 wedstrijden werden in een periode van 31 dagen afgewerkt.

### Tijdzones
Omdat de 12 speelsteden van het EK verspreid waren over een groot deel van Europa, kreeg men tijdens het EK te maken met speelsteden in verschillende tijdzones. De tijdzones varieerden tijdens het EK van UTC+1 tot UTC+4. Glasgow en Londen vielen tijdens het EK in tijdzone UTC+1 (1 uur vroeger ten opzichte van Centraal-Europa). Amsterdam, Boedapest, Kopenhagen, München, Rome en Sevilla vielen tijden het EK in tijdzone UTC+2 (geen tijdsverschil). Boekarest en Sint-Petersburg vielen tijdens het EK in tijdzone UTC+3 (1 uur later) en Bakoe viel tijdens het EK in tijdzone UTC+4 (2 uur later).

### Loting
De groepen werden geloot in Romexpo, Boekarest (Roemenië), op 30 november 2019.
Potindeling en speelschema
De 24 ploegen werden in zes groepen van vier ploegen geloot. De vier ploegen die zich via de play-offs zouden plaatsen waren ten tijde van de loting nog niet bekend. Om deze reden werden die ploegen ingedeeld als: play-offwinnaars 1 tot en met 4. De volgende criteria werden aangehouden tijdens de loting:
- De potindeling werd bepaald op basis van de overall ranking in de kwalificatie voor het Europees kampioenschap voetbal 2020 na afloop van de kwalificatie.
- Gekwalificeerde landen die tevens ook groepswedstrijden organiseerden in een speelstad werden ingedeeld in die groep waar deze wedstrijden werden afgewerkt.
- Als het niet mogelijk was geweest om de loting te volbrengen op 30 november 2019 zou er nog een additionele loting plaatsvinden nadat de play-offwedstrijden hebben plaatsgevonden.

| Pot 1 (Groepshoofden)                                    | Pot 2                                                     | Pot 3                                                       | Pot 4                                                           |
| -------------------------------------------------------- | --------------------------------------------------------- | ----------------------------------------------------------- | --------------------------------------------------------------- |
| België Italië 1 Engeland 4 Duitsland 6 Spanje 5 Oekraïne | Frankrijk Polen Zwitserland Kroatië Nederland 3 Rusland 2 | Portugal TH Turkije Denemarken 2 Oostenrijk Zweden Tsjechië | Wales Finland Hongarije 6 Slowakije Schotland 4 Noord-Macedonië |

1 Gastland groep A

2 Gastland groep B

3 Gastland groep C

4 Gastland groep D

5 Gastland groep E

6 Gastland groep F

### Beslissingscriteria
In eerste instantie waren de teams gerangschikt op het aantal punten in alle groepswedstrijden. Mochten twee of meer teams hetzelfde puntenaantal hebben behaald, dan bepaalden de volgende criteria hun positie:
1. Hoogste aantal punten verkregen bij de onderlinge wedstrijden tussen de teams;
2. Doelsaldo verkregen bij de onderlinge wedstrijden tussen de gelijk eindigende teams (als er meer dan twee teams gelijk staan);
3. Hoogste aantal gescoorde doelpunten verkregen bij de onderlinge wedstrijden tussen de teams (als er meer dan twee teams gelijk staan);
4. Doelsaldo verkregen bij alle wedstrijden in de groep;
5. Hoogste aantal gescoorde doelpunten verkregen bij alle wedstrijden in de groep;
6. Mochten er twee teams in de laatste groepswedstrijd tegen elkaar spelen, de wedstrijd in een gelijkspel eindigen en de teams gelijk staan volgens criteria 1 t/m 6, dan spelen deze twee teams een strafschoppenserie om hun positie te bepalen. Dit geldt niet als er nog een ander team in dezelfde groep gelijk staat met deze twee teams;
7. Fair-Playklassement van het toernooi (1 punt voor een enkele gele kaart, 3 punten voor een rode kaart ten gevolge van 2 gele kaarten, 3 punten voor een directe rode kaart, 4 punten voor een gele kaart gevolgd door een directe rode kaart);
8. Positie op de UEFA-coëfficiëntenranglijst, waarbij de hoogst geklasseerde door zou gaan.

De vier beste derde ploegen werden bepaald volgens de volgende criteria:
1. Hoogste aantal punten verkregen bij de onderlinge wedstrijden in hun groep;
2. Doelsaldo verkregen bij de onderlinge wedstrijden tussen de gelijk eindigende teams;
3. Hoogste aantal gescoorde doelpunten verkregen bij de onderlinge wedstrijden tussen de gelijk geëindigde teams;
4. Fair-Playklassement van het toernooi (1 punt voor een enkele gele kaart, 3 punten voor een rode kaart ten gevolge van 2 gele kaarten, 3 punten voor een directe rode kaart, 4 punten voor een gele kaart gevolgd door een directe rode kaart);
5. Positie op de UEFA-coëfficiëntenranglijst, waarbij de hoogst geklasseerde door zou gaan.

### Structuur knock-outfase
De UEFA ontwikkelde de volgende samenstelling voor de achtste finales:
- Wedstrijd 1: Winnaar groep B v derde groep A/D/E/F
- Wedstrijd 2: Winnaar groep A v tweede groep C
- Wedstrijd 3: Winnaar groep F v derde groep A/B/C
- Wedstrijd 4: Tweede groep D v  tweede groep E
- Wedstrijd 5: Winnaar groep E v derde groep A/B/C/D
- Wedstrijd 6: Winnaar groep D v tweede groep F
- Wedstrijd 7: Winnaar groep C v derde groep D/E/F
- Wedstrijd 8: Tweede groep A v tweede groep B

De samenstellingen van de wedstrijden van de betreffende de ploegen die op de derde plaats eindigden in hun groep waren afhankelijk van welke vier derde beste ploegen zich plaatsten voor de achtste finales.
De juiste combinatie staat met de groene achtergrond beschreven.
| Vier beste derde ploegen | Winnaar groep B versus | Winnaar groep C versus | Winnaar groep E versus | Winnaar groep F versus |
| ------------------------ | ---------------------- | ---------------------- | ---------------------- | ---------------------- |
| A B C D                  | 3de plaats groep A     | 3de plaats groep D     | 3de plaats groep B     | 3de plaats groep C     |
| A B C E                  | 3de plaats groep A     | 3de plaats groep E     | 3de plaats groep B     | 3de plaats groep C     |
| A B C F                  | 3de plaats groep A     | 3de plaats groep F     | 3de plaats groep B     | 3de plaats groep C     |
| A B D E                  | 3de plaats groep D     | 3de plaats groep E     | 3de plaats groep A     | 3de plaats groep B     |
| A B D F                  | 3de plaats groep D     | 3de plaats groep F     | 3de plaats groep A     | 3de plaats groep B     |
| A B E F                  | 3de plaats groep E     | 3de plaats groep F     | 3de plaats groep B     | 3de plaats groep A     |
| A C D E                  | 3de plaats groep E     | 3de plaats groep D     | 3de plaats groep C     | 3de plaats groep A     |
| A C D F                  | 3de plaats groep F     | 3de plaats groep D     | 3de plaats groep C     | 3de plaats groep A     |
| A C E F                  | 3de plaats groep E     | 3de plaats groep F     | 3de plaats groep C     | 3de plaats groep A     |
| A D E F                  | 3de plaats groep E     | 3de plaats groep F     | 3de plaats groep D     | 3de plaats groep A     |
| B C D E                  | 3de plaats groep E     | 3de plaats groep D     | 3de plaats groep B     | 3de plaats groep C     |
| B C D F                  | 3de plaats groep F     | 3de plaats groep D     | 3de plaats groep C     | 3de plaats groep B     |
| B C E F                  | 3de plaats groep F     | 3de plaats groep E     | 3de plaats groep C     | 3de plaats groep B     |
| B D E F                  | 3de plaats groep F     | 3de plaats groep E     | 3de plaats groep D     | 3de plaats groep B     |
| C D E F                  | 3de plaats groep F     | 3de plaats groep E     | 3de plaats groep D     | 3de plaats groep C     |

De samenstelling van de kwartfinales was als volgt:
- Kwartfinale 1: Winnaar wedstrijd 1 v winnaar wedstrijd 2
- Kwartfinale 2: Winnaar wedstrijd 3 v winnaar wedstrijd 4
- Kwartfinale 3: Winnaar wedstrijd 5 v winnaar wedstrijd 6
- Kwartfinale 4: Winnaar wedstrijd 7 v winnaar wedstrijd 8

De halve finales waren als volgt:
- Halve finale 1: Winnaar kwartfinale 1 v winnaar kwartfinale 2
- Halve finale 2: Winnaar kwartfinale 3 v winnaar kwartfinale 4

De finale was als volgt:
Winnaar halve finale 1 v winnaar halve finale 2.
Zoals op elk toernooi sinds UEFA Euro 1984, werd er geen wedstrijd gespeeld voor de derde plaats.

## Groepsfase
Puntentelling
De groepen speelden in een halve competitie, waarbij elk land eenmaal tegen elk ander land uit zijn eigen groep speelde. Volgens het driepuntensysteem kreeg een land drie punten voor een zege, één voor een gelijkspel en nul voor een nederlaag. De eerste twee landen uit elke groep en de vier beste nummers drie gingen door naar de volgende ronde.
Beslissingscriteria

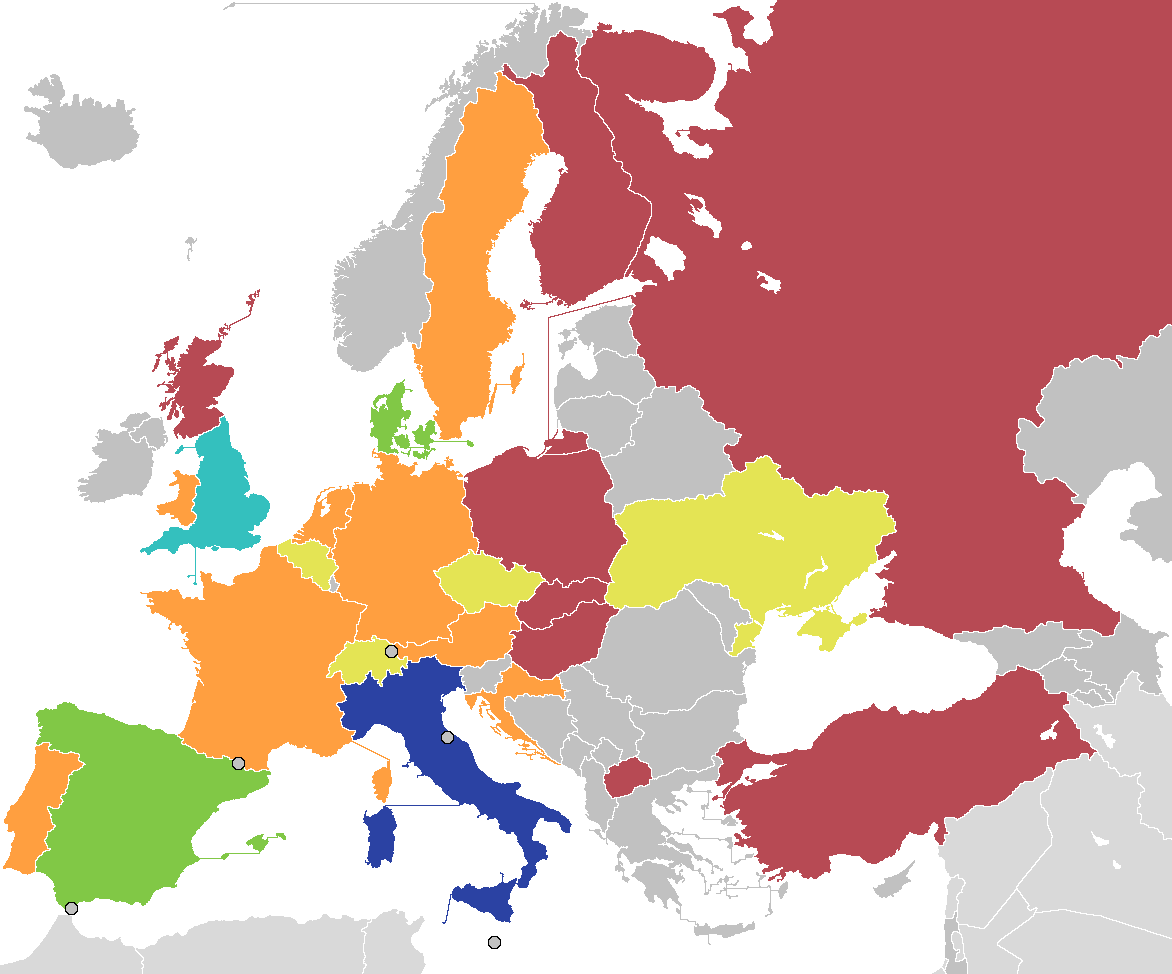
Resultaten deelnemers EK 2020
Winnaar
Tweede
Halve finale
Kwartfinale
Achtste finale
Groepsfase

Wanneer teams na het beëindigen van de groepsfase met evenveel punten eindigden, werden een aantal opeenvolgende criteria doorlopen tot een verschil werd gevonden en men de twee ploegen kon ordenen:
1. Meeste punten in de groepswedstrijden tegen andere ploegen met gelijk aantal punten.
2. Doelpuntensaldo als resultaat van de groepswedstrijden tegen andere ploegen met gelijk aantal punten.
3. Meeste doelpunten gescoord in de groepswedstrijden tegen andere ploegen met gelijk aantal punten.
4. Wanneer teams na het toepassen van de eerste drie criteria nog steeds gelijk staan, zullen criteria 1 tot en met 3 opnieuw worden toegepast, maar nu alleen tussen de teams in kwestie. Wanneer teams nog steeds gelijk staan, worden criteria 5 tot en met 9 toegepast.
5. Het doelpuntensaldo over alle groepswedstrijden.
6. Meeste doelpunten gescoord in alle groepswedstrijden.
7. Als twee teams hetzelfde aantal punten hebben en ook gelijk staan volgens criteria 1 tot en met 6 nadat ze in de laatste wedstrijd van de groepsfase tegen elkaar hebben gespeeld, wordt hun positie bepaald door een strafschoppenserie. Dit criterium wordt niet gebruikt als er meer dan twee teams op hetzelfde aantal punten eindigen.
8. Fair Play-ranglijst (1 punt voor een losse gele kaart, 3 punten voor een rode kaart als gevolg van twee gele kaarten, 3 punten voor een directe rode kaart en 4 punten voor een gele kaart gevolgd door een directe rode kaart).
9. Positie op de UEFA-coëfficiëntenranglijst, waarbij de hoogst geklasseerde door zou gaan.

### Groep A
| Pos | Team        | Wed | W | G | V | Ptn | DV | DT | +/− | Kwalificatie                                     |
| --- | ----------- | --- | - | - | - | --- | -- | -- | --- | ------------------------------------------------ |
| 1   | Italië (G)  | 3   | 3 | 0 | 0 | 9   | 7  | 0  | +7  | Naar de knock-outfase                            |
| 2   | Wales       | 3   | 1 | 1 | 1 | 4   | 3  | 2  | +1  | Naar de knock-outfase                            |
| 3   | Zwitserland | 3   | 1 | 1 | 1 | 4   | 4  | 5  | −1  | Naar de knock-outfase (bij de beste 4 nummers 3) |
| 4   | Turkije     | 3   | 0 | 0 | 3 | 0   | 1  | 8  | −7  |                                                  |

1. 1 2  Doelsaldo: Wales +1, Zwitserland −1.

|                                               |         |                                 |                                             | |
| 11 juni 2021 «onderlinge duels» 21:00 (UTC+2) | Turkije | 0 – 3                           | Italië                                      | Stadion: Stadio Olimpico, Rome Toeschouwers: 12.916 Scheidsrechter: Danny Makkelie Video-assistent: Kevin Blom |
| 11 juni 2021 «onderlinge duels» 21:00 (UTC+2) |         | wedstrijdverslag verslag (UEFA) | 53' (e.d.) Demiral 66' Immobile 79' Insigne | Stadion: Stadio Olimpico, Rome Toeschouwers: 12.916 Scheidsrechter: Danny Makkelie Video-assistent: Kevin Blom |
| 11 juni 2021 «onderlinge duels» 21:00 (UTC+2) |         |                                 |                                             | Stadion: Stadio Olimpico, Rome Toeschouwers: 12.916 Scheidsrechter: Danny Makkelie Video-assistent: Kevin Blom |
| 11 juni 2021 «onderlinge duels» 21:00 (UTC+2) |         |                                 |                                             | Stadion: Stadio Olimpico, Rome Toeschouwers: 12.916 Scheidsrechter: Danny Makkelie Video-assistent: Kevin Blom |
|                                               |         |                                 |                                             | |

|                                                             |           |                                 |             | |
| 12 juni 2021 «onderlinge duels» 15:00 (UTC+2) 17:00 (UTC+4) | Wales     | 1 – 1                           | Zwitserland | Stadion: Olympisch Stadion, Bakoe Toeschouwers: 8.782 Scheidsrechter: Clément Turpin Video-assistent: François Letexier |
| 12 juni 2021 «onderlinge duels» 15:00 (UTC+2) 17:00 (UTC+4) | Moore 74' | wedstrijdverslag verslag (UEFA) | 49' Embolo  | Stadion: Olympisch Stadion, Bakoe Toeschouwers: 8.782 Scheidsrechter: Clément Turpin Video-assistent: François Letexier |
| 12 juni 2021 «onderlinge duels» 15:00 (UTC+2) 17:00 (UTC+4) |           |                                 |             | Stadion: Olympisch Stadion, Bakoe Toeschouwers: 8.782 Scheidsrechter: Clément Turpin Video-assistent: François Letexier |
| 12 juni 2021 «onderlinge duels» 15:00 (UTC+2) 17:00 (UTC+4) |           |                                 |             | Stadion: Olympisch Stadion, Bakoe Toeschouwers: 8.782 Scheidsrechter: Clément Turpin Video-assistent: François Letexier |
|                                                             |           |                                 |             | |

|                                                             |         |                                 |                                             | |
| 16 juni 2021 «onderlinge duels» 18:00 (UTC+2) 20:00 (UTC+4) | Turkije | 0 – 2                           | Wales                                       | Stadion: Olympisch Stadion, Bakoe Toeschouwers: 19.762 Scheidsrechter: Artur Soares Dias Video-assistent: João Pinheiro |
| 16 juni 2021 «onderlinge duels» 18:00 (UTC+2) 20:00 (UTC+4) |         | wedstrijdverslag verslag (UEFA) | 42' Ramsey 61' (pen.) Bale 90+5' C. Roberts | Stadion: Olympisch Stadion, Bakoe Toeschouwers: 19.762 Scheidsrechter: Artur Soares Dias Video-assistent: João Pinheiro |
| 16 juni 2021 «onderlinge duels» 18:00 (UTC+2) 20:00 (UTC+4) |         |                                 |                                             | Stadion: Olympisch Stadion, Bakoe Toeschouwers: 19.762 Scheidsrechter: Artur Soares Dias Video-assistent: João Pinheiro |
| 16 juni 2021 «onderlinge duels» 18:00 (UTC+2) 20:00 (UTC+4) |         |                                 |                                             | Stadion: Olympisch Stadion, Bakoe Toeschouwers: 19.762 Scheidsrechter: Artur Soares Dias Video-assistent: João Pinheiro |
|                                                             |         |                                 |                                             | |

|                                               |                                 |                                 |             | |
| 16 juni 2021 «onderlinge duels» 21:00 (UTC+2) | Italië                          | 3 – 0                           | Zwitserland | Stadion: Stadio Olimpico, Rome Toeschouwers: 12.445 Scheidsrechter: Sergej Karasjov Video-assistent: Bastian Dankert |
| 16 juni 2021 «onderlinge duels» 21:00 (UTC+2) | Locatelli 26', 52' Immobile 89' | wedstrijdverslag verslag (UEFA) |             | Stadion: Stadio Olimpico, Rome Toeschouwers: 12.445 Scheidsrechter: Sergej Karasjov Video-assistent: Bastian Dankert |
| 16 juni 2021 «onderlinge duels» 21:00 (UTC+2) |                                 |                                 |             | Stadion: Stadio Olimpico, Rome Toeschouwers: 12.445 Scheidsrechter: Sergej Karasjov Video-assistent: Bastian Dankert |
| 16 juni 2021 «onderlinge duels» 21:00 (UTC+2) |                                 |                                 |             | Stadion: Stadio Olimpico, Rome Toeschouwers: 12.445 Scheidsrechter: Sergej Karasjov Video-assistent: Bastian Dankert |
|                                               |                                 |                                 |             | |

|                                                             |                               |                                 |             | |
| 20 juni 2021 «onderlinge duels» 18:00 (UTC+2) 20:00 (UTC+4) | Zwitserland                   | 3 – 1                           | Turkije     | Stadion: Olympisch Stadion, Bakoe Toeschouwers: 17.138 Scheidsrechter: Slavko Vinčić Video-assistent: Bastian Dankert |
| 20 juni 2021 «onderlinge duels» 18:00 (UTC+2) 20:00 (UTC+4) | Seferović 6' Shaqiri 26', 68' | wedstrijdverslag verslag (UEFA) | 62' Kahveci | Stadion: Olympisch Stadion, Bakoe Toeschouwers: 17.138 Scheidsrechter: Slavko Vinčić Video-assistent: Bastian Dankert |
| 20 juni 2021 «onderlinge duels» 18:00 (UTC+2) 20:00 (UTC+4) |                               |                                 |             | Stadion: Olympisch Stadion, Bakoe Toeschouwers: 17.138 Scheidsrechter: Slavko Vinčić Video-assistent: Bastian Dankert |
| 20 juni 2021 «onderlinge duels» 18:00 (UTC+2) 20:00 (UTC+4) |                               |                                 |             | Stadion: Olympisch Stadion, Bakoe Toeschouwers: 17.138 Scheidsrechter: Slavko Vinčić Video-assistent: Bastian Dankert |
|                                                             |                               |                                 |             | |

|                                               |             |                                 |            | |
| 20 juni 2021 «onderlinge duels» 18:00 (UTC+2) | Italië      | 1 – 0                           | Wales      | Stadion: Stadio Olimpico, Rome Toeschouwers: 11.541 Scheidsrechter: Ovidiu Haţegan Video-assistent: Paweł Gil |
| 20 juni 2021 «onderlinge duels» 18:00 (UTC+2) | Pessina 39' | wedstrijdverslag verslag (UEFA) | 55' Ampadu | Stadion: Stadio Olimpico, Rome Toeschouwers: 11.541 Scheidsrechter: Ovidiu Haţegan Video-assistent: Paweł Gil |
| 20 juni 2021 «onderlinge duels» 18:00 (UTC+2) |             |                                 |            | Stadion: Stadio Olimpico, Rome Toeschouwers: 11.541 Scheidsrechter: Ovidiu Haţegan Video-assistent: Paweł Gil |
| 20 juni 2021 «onderlinge duels» 18:00 (UTC+2) |             |                                 |            | Stadion: Stadio Olimpico, Rome Toeschouwers: 11.541 Scheidsrechter: Ovidiu Haţegan Video-assistent: Paweł Gil |
|                                               |             |                                 |            | |

### Groep B
| Pos | Team           | Wed | W | G | V | Ptn | DV | DT | +/− | Kwalificatie          |
| --- | -------------- | --- | - | - | - | --- | -- | -- | --- | --------------------- |
| 1   | België         | 3   | 3 | 0 | 0 | 9   | 7  | 1  | +6  | Naar de knock-outfase |
| 2   | Denemarken (G) | 3   | 1 | 0 | 2 | 3   | 5  | 4  | +1  | Naar de knock-outfase |
| 3   | Finland        | 3   | 1 | 0 | 2 | 3   | 1  | 3  | −2  |                       |
| 4   | Rusland (G)    | 3   | 1 | 0 | 2 | 3   | 2  | 7  | −5  |                       |

1. 1 2 3  Onderlinge doelsaldo, Denemarken +2, Finland 0, Rusland −2.
2. ↑  Niet naar de knock-outfase (niet bij de beste 4 nummers 3)

| |                     |                                 |                | |
| 12 juni 2021 «onderlinge duels» 18:00 (UTC+2) | Denemarken          | 0 – 1                           | Finland        | Stadion: Parken, Kopenhagen Toeschouwers: 13.790 Scheidsrechter: Anthony Taylor Video-assistent: Stuart Attwell |
| 12 juni 2021 «onderlinge duels» 18:00 (UTC+2) | Højbjerg 74' (pen.) | wedstrijdverslag verslag (UEFA) | 60' Pohjanpalo | Stadion: Parken, Kopenhagen Toeschouwers: 13.790 Scheidsrechter: Anthony Taylor Video-assistent: Stuart Attwell |
| 12 juni 2021 «onderlinge duels» 18:00 (UTC+2) |                     |                                 |                | Stadion: Parken, Kopenhagen Toeschouwers: 13.790 Scheidsrechter: Anthony Taylor Video-assistent: Stuart Attwell |
| 12 juni 2021 «onderlinge duels» 18:00 (UTC+2) |                     |                                 |                | Stadion: Parken, Kopenhagen Toeschouwers: 13.790 Scheidsrechter: Anthony Taylor Video-assistent: Stuart Attwell |
| Bijz.: De wedstrijd werd in de 43ste minuut tijdelijk stilgelegd, vanwege het in elkaar zakken op het veld van de Deense middenvelder Christian Eriksen. Na 1 uur en 45 minuten werd de wedstrijd hervat. |                     |                                 |                | |

|                                                             |                             |                                 |         | |
| 12 juni 2021 «onderlinge duels» 21:00 (UTC+2) 22:00 (UTC+3) | België                      | 3 – 0                           | Rusland | Stadion: Krestovskistadion, Sint-Petersburg Toeschouwers: 26.264 Scheidsrechter: Antonio Mateu Lahoz Video-assistent: Alejandro Hernández |
| 12 juni 2021 «onderlinge duels» 21:00 (UTC+2) 22:00 (UTC+3) | Lukaku 10', 88' Meunier 34' | wedstrijdverslag verslag (UEFA) |         | Stadion: Krestovskistadion, Sint-Petersburg Toeschouwers: 26.264 Scheidsrechter: Antonio Mateu Lahoz Video-assistent: Alejandro Hernández |
| 12 juni 2021 «onderlinge duels» 21:00 (UTC+2) 22:00 (UTC+3) |                             |                                 |         | Stadion: Krestovskistadion, Sint-Petersburg Toeschouwers: 26.264 Scheidsrechter: Antonio Mateu Lahoz Video-assistent: Alejandro Hernández |
| 12 juni 2021 «onderlinge duels» 21:00 (UTC+2) 22:00 (UTC+3) |                             |                                 |         | Stadion: Krestovskistadion, Sint-Petersburg Toeschouwers: 26.264 Scheidsrechter: Antonio Mateu Lahoz Video-assistent: Alejandro Hernández |
|                                                             |                             |                                 |         | |

|                                                             |         |                                 |                   | |
| 16 juni 2021 «onderlinge duels» 15:00 (UTC+2) 16:00 (UTC+3) | Finland | 0 – 1                           | Rusland           | Stadion: Krestovskistadion, Sint-Petersburg Toeschouwers: 24.540 Scheidsrechter: Danny Makkelie Video-assistent: Pol van Boekel |
| 16 juni 2021 «onderlinge duels» 15:00 (UTC+2) 16:00 (UTC+3) |         | wedstrijdverslag verslag (UEFA) | 45+2' Mirantsjoek | Stadion: Krestovskistadion, Sint-Petersburg Toeschouwers: 24.540 Scheidsrechter: Danny Makkelie Video-assistent: Pol van Boekel |
| 16 juni 2021 «onderlinge duels» 15:00 (UTC+2) 16:00 (UTC+3) |         |                                 |                   | Stadion: Krestovskistadion, Sint-Petersburg Toeschouwers: 24.540 Scheidsrechter: Danny Makkelie Video-assistent: Pol van Boekel |
| 16 juni 2021 «onderlinge duels» 15:00 (UTC+2) 16:00 (UTC+3) |         |                                 |                   | Stadion: Krestovskistadion, Sint-Petersburg Toeschouwers: 24.540 Scheidsrechter: Danny Makkelie Video-assistent: Pol van Boekel |
|                                                             |         |                                 |                   | |

| |            |                                 |                             | |
| 17 juni 2021 «onderlinge duels» 18:00 (UTC+2)                                                                                         | Denemarken | 1 – 2                           | België                      | Stadion: Parken, Kopenhagen Toeschouwers: 23.395 Scheidsrechter: Björn Kuipers Video-assistent: Pol van Boekel |
| 17 juni 2021 «onderlinge duels» 18:00 (UTC+2)                                                                                         | Poulsen 2' | wedstrijdverslag verslag (UEFA) | 55' T. Hazard 70' De Bruyne | Stadion: Parken, Kopenhagen Toeschouwers: 23.395 Scheidsrechter: Björn Kuipers Video-assistent: Pol van Boekel |
| 17 juni 2021 «onderlinge duels» 18:00 (UTC+2)                                                                                         |            |                                 |                             | Stadion: Parken, Kopenhagen Toeschouwers: 23.395 Scheidsrechter: Björn Kuipers Video-assistent: Pol van Boekel |
| 17 juni 2021 «onderlinge duels» 18:00 (UTC+2)                                                                                         |            |                                 |                             | Stadion: Parken, Kopenhagen Toeschouwers: 23.395 Scheidsrechter: Björn Kuipers Video-assistent: Pol van Boekel |
| Bijz.: De wedstrijd werd na 10 minuten een minuut lang stilgelegd om te applaudisseren voor de Deense middenvelder Christian Eriksen. |            |                                 |                             | |

|                                               |                    |                                 |                                                     | |
| 21 juni 2021 «onderlinge duels» 21:00 (UTC+2) | Rusland            | 1 – 4                           | Denemarken                                          | Stadion: Parken, Kopenhagen Toeschouwers: 23.644 Scheidsrechter: Clément Turpin Video-assistent: François Letexier |
| 21 juni 2021 «onderlinge duels» 21:00 (UTC+2) | Dzjoeba 70' (pen.) | wedstrijdverslag verslag (UEFA) | 38' Damsgaard 59' Poulsen 79' Christensen 82' Mæhle | Stadion: Parken, Kopenhagen Toeschouwers: 23.644 Scheidsrechter: Clément Turpin Video-assistent: François Letexier |
| 21 juni 2021 «onderlinge duels» 21:00 (UTC+2) |                    |                                 |                                                     | Stadion: Parken, Kopenhagen Toeschouwers: 23.644 Scheidsrechter: Clément Turpin Video-assistent: François Letexier |
| 21 juni 2021 «onderlinge duels» 21:00 (UTC+2) |                    |                                 |                                                     | Stadion: Parken, Kopenhagen Toeschouwers: 23.644 Scheidsrechter: Clément Turpin Video-assistent: François Letexier |
|                                               |                    |                                 |                                                     | |

|                                                             |         |                                 |                                | |
| 21 juni 2021 «onderlinge duels» 21:00 (UTC+2) 22:00 (UTC+3) | Finland | 0 – 2                           | België                         | Stadion: Krestovskistadion, Sint-Petersburg Toeschouwers: 18.545 Scheidsrechter: Felix Brych Video-assistent: Marco Fritz |
| 21 juni 2021 «onderlinge duels» 21:00 (UTC+2) 22:00 (UTC+3) |         | wedstrijdverslag verslag (UEFA) | 74' (e.d.) Hrádecký 81' Lukaku | Stadion: Krestovskistadion, Sint-Petersburg Toeschouwers: 18.545 Scheidsrechter: Felix Brych Video-assistent: Marco Fritz |
| 21 juni 2021 «onderlinge duels» 21:00 (UTC+2) 22:00 (UTC+3) |         |                                 |                                | Stadion: Krestovskistadion, Sint-Petersburg Toeschouwers: 18.545 Scheidsrechter: Felix Brych Video-assistent: Marco Fritz |
| 21 juni 2021 «onderlinge duels» 21:00 (UTC+2) 22:00 (UTC+3) |         |                                 |                                | Stadion: Krestovskistadion, Sint-Petersburg Toeschouwers: 18.545 Scheidsrechter: Felix Brych Video-assistent: Marco Fritz |
|                                                             |         |                                 |                                | |

### Groep C
| Pos | Team            | Wed | W | G | V | Ptn | DV | DT | +/− | Kwalificatie                                     |
| --- | --------------- | --- | - | - | - | --- | -- | -- | --- | ------------------------------------------------ |
| 1   | Nederland (G)   | 3   | 3 | 0 | 0 | 9   | 8  | 2  | +6  | Naar de knock-outfase                            |
| 2   | Oostenrijk      | 3   | 2 | 0 | 1 | 6   | 4  | 3  | +1  | Naar de knock-outfase                            |
| 3   | Oekraïne        | 3   | 1 | 0 | 2 | 3   | 4  | 5  | −1  | Naar de knock-outfase (bij de beste 4 nummers 3) |
| 4   | Noord-Macedonië | 3   | 0 | 0 | 3 | 0   | 2  | 8  | −6  |                                                  |

|                                                             |                                           |                                 |                 | |
| 13 juni 2021 «onderlinge duels» 18:00 (UTC+2) 19:00 (UTC+3) | Oostenrijk                                | 3 – 1                           | Noord-Macedonië | Stadion: Arena Națională, Boekarest Toeschouwers: 9.082 Scheidsrechter: Andreas Ekberg Video-assistent: Bastian Dankert |
| 13 juni 2021 «onderlinge duels» 18:00 (UTC+2) 19:00 (UTC+3) | Lainer 18' Gregoritsch 78' Arnautović 89' | wedstrijdverslag verslag (UEFA) | 28' Pandev      | Stadion: Arena Națională, Boekarest Toeschouwers: 9.082 Scheidsrechter: Andreas Ekberg Video-assistent: Bastian Dankert |
| 13 juni 2021 «onderlinge duels» 18:00 (UTC+2) 19:00 (UTC+3) |                                           |                                 |                 | Stadion: Arena Națională, Boekarest Toeschouwers: 9.082 Scheidsrechter: Andreas Ekberg Video-assistent: Bastian Dankert |
| 13 juni 2021 «onderlinge duels» 18:00 (UTC+2) 19:00 (UTC+3) |                                           |                                 |                 | Stadion: Arena Națională, Boekarest Toeschouwers: 9.082 Scheidsrechter: Andreas Ekberg Video-assistent: Bastian Dankert |
|                                                             |                                           |                                 |                 | |

|                                               |                                         |                                 |                                | |
| 13 juni 2021 «onderlinge duels» 21:00 (UTC+2) | Nederland                               | 3 – 2                           | Oekraïne                       | Stadion: Johan Cruijff ArenA, Amsterdam Toeschouwers: 15.837 Scheidsrechter: Felix Brych Video-assistent: Marco Fritz |
| 13 juni 2021 «onderlinge duels» 21:00 (UTC+2) | Wijnaldum 52' Weghorst 59' Dumfries 85' | wedstrijdverslag verslag (UEFA) | 75' Jarmolenko 79' Jaremtsjoek | Stadion: Johan Cruijff ArenA, Amsterdam Toeschouwers: 15.837 Scheidsrechter: Felix Brych Video-assistent: Marco Fritz |
| 13 juni 2021 «onderlinge duels» 21:00 (UTC+2) |                                         |                                 |                                | Stadion: Johan Cruijff ArenA, Amsterdam Toeschouwers: 15.837 Scheidsrechter: Felix Brych Video-assistent: Marco Fritz |
| 13 juni 2021 «onderlinge duels» 21:00 (UTC+2) |                                         |                                 |                                | Stadion: Johan Cruijff ArenA, Amsterdam Toeschouwers: 15.837 Scheidsrechter: Felix Brych Video-assistent: Marco Fritz |
|                                               |                                         |                                 |                                | |

|                                                             |                                                      |                                 |                         | |
| 17 juni 2021 «onderlinge duels» 15:00 (UTC+2) 16:00 (UTC+3) | Oekraïne                                             | 2 – 1                           | Noord-Macedonië         | Stadion: Arena Națională, Boekarest Toeschouwers: 10.001 Scheidsrechter: Fernando Rapallini Video-assistent: Alejandro Hernández |
| 17 juni 2021 «onderlinge duels» 15:00 (UTC+2) 16:00 (UTC+3) | Jarmolenko 29' Jaremtsjoek 34' Malinovski 84' (pen.) | wedstrijdverslag verslag (UEFA) | 57' (pen.), 57' Alioski | Stadion: Arena Națională, Boekarest Toeschouwers: 10.001 Scheidsrechter: Fernando Rapallini Video-assistent: Alejandro Hernández |
| 17 juni 2021 «onderlinge duels» 15:00 (UTC+2) 16:00 (UTC+3) |                                                      |                                 |                         | Stadion: Arena Națională, Boekarest Toeschouwers: 10.001 Scheidsrechter: Fernando Rapallini Video-assistent: Alejandro Hernández |
| 17 juni 2021 «onderlinge duels» 15:00 (UTC+2) 16:00 (UTC+3) |                                                      |                                 |                         | Stadion: Arena Națională, Boekarest Toeschouwers: 10.001 Scheidsrechter: Fernando Rapallini Video-assistent: Alejandro Hernández |
|                                                             |                                                      |                                 |                         | |

|                                               |                               |                                 |            | |
| 17 juni 2021 «onderlinge duels» 21:00 (UTC+2) | Nederland                     | 2 – 0                           | Oostenrijk | Stadion: Johan Cruijff ArenA, Amsterdam Toeschouwers: 15.243 Scheidsrechter: Orel Grinfeeld Video-assistent: Paweł Gil |
| 17 juni 2021 «onderlinge duels» 21:00 (UTC+2) | Depay 11' (pen.) Dumfries 67' | wedstrijdverslag verslag (UEFA) |            | Stadion: Johan Cruijff ArenA, Amsterdam Toeschouwers: 15.243 Scheidsrechter: Orel Grinfeeld Video-assistent: Paweł Gil |
| 17 juni 2021 «onderlinge duels» 21:00 (UTC+2) |                               |                                 |            | Stadion: Johan Cruijff ArenA, Amsterdam Toeschouwers: 15.243 Scheidsrechter: Orel Grinfeeld Video-assistent: Paweł Gil |
| 17 juni 2021 «onderlinge duels» 21:00 (UTC+2) |                               |                                 |            | Stadion: Johan Cruijff ArenA, Amsterdam Toeschouwers: 15.243 Scheidsrechter: Orel Grinfeeld Video-assistent: Paweł Gil |
|                                               |                               |                                 |            | |

|                                               |                 |                                 |                              | |
| 21 juni 2021 «onderlinge duels» 18:00 (UTC+2) | Noord-Macedonië | 0 – 3                           | Nederland                    | Stadion: Johan Cruijff ArenA, Amsterdam Toeschouwers: 15.227 Scheidsrechter: István Kovács Video-assistent: Marco Di Bello |
| 21 juni 2021 «onderlinge duels» 18:00 (UTC+2) |                 | wedstrijdverslag verslag (UEFA) | 24' Depay 51', 58' Wijnaldum | Stadion: Johan Cruijff ArenA, Amsterdam Toeschouwers: 15.227 Scheidsrechter: István Kovács Video-assistent: Marco Di Bello |
| 21 juni 2021 «onderlinge duels» 18:00 (UTC+2) |                 |                                 |                              | Stadion: Johan Cruijff ArenA, Amsterdam Toeschouwers: 15.227 Scheidsrechter: István Kovács Video-assistent: Marco Di Bello |
| 21 juni 2021 «onderlinge duels» 18:00 (UTC+2) |                 |                                 |                              | Stadion: Johan Cruijff ArenA, Amsterdam Toeschouwers: 15.227 Scheidsrechter: István Kovács Video-assistent: Marco Di Bello |
|                                               |                 |                                 |                              | |

|                                                             |          |                                 |                 | |
| 21 juni 2021 «onderlinge duels» 18:00 (UTC+2) 19:00 (UTC+3) | Oekraïne | 0 – 1                           | Oostenrijk      | Stadion: Arena Națională, Boekarest Toeschouwers: 10.472 Scheidsrechter: Cüneyt Çakır Video-assistent: Massimiliano Irrati |
| 21 juni 2021 «onderlinge duels» 18:00 (UTC+2) 19:00 (UTC+3) |          | wedstrijdverslag verslag (UEFA) | 21' Baumgartner | Stadion: Arena Națională, Boekarest Toeschouwers: 10.472 Scheidsrechter: Cüneyt Çakır Video-assistent: Massimiliano Irrati |
| 21 juni 2021 «onderlinge duels» 18:00 (UTC+2) 19:00 (UTC+3) |          |                                 |                 | Stadion: Arena Națională, Boekarest Toeschouwers: 10.472 Scheidsrechter: Cüneyt Çakır Video-assistent: Massimiliano Irrati |
| 21 juni 2021 «onderlinge duels» 18:00 (UTC+2) 19:00 (UTC+3) |          |                                 |                 | Stadion: Arena Națională, Boekarest Toeschouwers: 10.472 Scheidsrechter: Cüneyt Çakır Video-assistent: Massimiliano Irrati |
|                                                             |          |                                 |                 | |

### Groep D
| Pos | Team          | Wed | W | G | V | Ptn | DV | DT | +/− | Kwalificatie                                     |
| --- | ------------- | --- | - | - | - | --- | -- | -- | --- | ------------------------------------------------ |
| 1   | Engeland (G)  | 3   | 2 | 1 | 0 | 7   | 2  | 0  | +2  | Naar de knock-outfase                            |
| 2   | Kroatië       | 3   | 1 | 1 | 1 | 4   | 4  | 3  | +1  | Naar de knock-outfase                            |
| 3   | Tsjechië      | 3   | 1 | 1 | 1 | 4   | 3  | 2  | +1  | Naar de knock-outfase (bij de beste 4 nummers 3) |
| 4   | Schotland (G) | 3   | 0 | 1 | 2 | 1   | 1  | 5  | −4  |                                                  |

1. 1 2  Doelpunten voor in alle wedstrijden: Kroatië 4, Tsjechië 3.

|                                                             |              |                                 |         | |
| 13 juni 2021 «onderlinge duels» 15:00 (UTC+2) 14:00 (UTC+1) | Engeland     | 1 – 0                           | Kroatië | Stadion: Wembley Stadium, Londen Toeschouwers: 18.497 Scheidsrechter: Daniele Orsato Video-assistent: Massimiliano Irrati |
| 13 juni 2021 «onderlinge duels» 15:00 (UTC+2) 14:00 (UTC+1) | Sterling 57' | wedstrijdverslag verslag (UEFA) |         | Stadion: Wembley Stadium, Londen Toeschouwers: 18.497 Scheidsrechter: Daniele Orsato Video-assistent: Massimiliano Irrati |
| 13 juni 2021 «onderlinge duels» 15:00 (UTC+2) 14:00 (UTC+1) |              |                                 |         | Stadion: Wembley Stadium, Londen Toeschouwers: 18.497 Scheidsrechter: Daniele Orsato Video-assistent: Massimiliano Irrati |
| 13 juni 2021 «onderlinge duels» 15:00 (UTC+2) 14:00 (UTC+1) |              |                                 |         | Stadion: Wembley Stadium, Londen Toeschouwers: 18.497 Scheidsrechter: Daniele Orsato Video-assistent: Massimiliano Irrati |
|                                                             |              |                                 |         | |

|                                                             |           |                                 |                 | |
| 14 juni 2021 «onderlinge duels» 15:00 (UTC+2) 14:00 (UTC+1) | Schotland | 0 – 2                           | Tsjechië        | Stadion: Hampden Park, Glasgow Toeschouwers: 9.847 Scheidsrechter: Daniel Siebert Video-assistent: Marco Fritz |
| 14 juni 2021 «onderlinge duels» 15:00 (UTC+2) 14:00 (UTC+1) |           | wedstrijdverslag verslag (UEFA) | 42', 52' Schick | Stadion: Hampden Park, Glasgow Toeschouwers: 9.847 Scheidsrechter: Daniel Siebert Video-assistent: Marco Fritz |
| 14 juni 2021 «onderlinge duels» 15:00 (UTC+2) 14:00 (UTC+1) |           |                                 |                 | Stadion: Hampden Park, Glasgow Toeschouwers: 9.847 Scheidsrechter: Daniel Siebert Video-assistent: Marco Fritz |
| 14 juni 2021 «onderlinge duels» 15:00 (UTC+2) 14:00 (UTC+1) |           |                                 |                 | Stadion: Hampden Park, Glasgow Toeschouwers: 9.847 Scheidsrechter: Daniel Siebert Video-assistent: Marco Fritz |
|                                                             |           |                                 |                 | |

|                                                             |             |                                 |                   | |
| 18 juni 2021 «onderlinge duels» 18:00 (UTC+2) 17:00 (UTC+1) | Kroatië     | 1 – 1                           | Tsjechië          | Stadion: Hampden Park, Glasgow Toeschouwers: 5.607 Scheidsrechter: Carlos del Cerro Grande Video-assistent: Juan Martínez Munuera |
| 18 juni 2021 «onderlinge duels» 18:00 (UTC+2) 17:00 (UTC+1) | Perišić 47' | wedstrijdverslag verslag (UEFA) | 37' (pen.) Schick | Stadion: Hampden Park, Glasgow Toeschouwers: 5.607 Scheidsrechter: Carlos del Cerro Grande Video-assistent: Juan Martínez Munuera |
| 18 juni 2021 «onderlinge duels» 18:00 (UTC+2) 17:00 (UTC+1) |             |                                 |                   | Stadion: Hampden Park, Glasgow Toeschouwers: 5.607 Scheidsrechter: Carlos del Cerro Grande Video-assistent: Juan Martínez Munuera |
| 18 juni 2021 «onderlinge duels» 18:00 (UTC+2) 17:00 (UTC+1) |             |                                 |                   | Stadion: Hampden Park, Glasgow Toeschouwers: 5.607 Scheidsrechter: Carlos del Cerro Grande Video-assistent: Juan Martínez Munuera |
|                                                             |             |                                 |                   | |

|                                                             |                                 |       |           | |
| 18 juni 2021 «onderlinge duels» 21:00 (UTC+2) 20:00 (UTC+1) | Engeland                        | 0 – 0 | Schotland | Stadion: Wembley Stadium, Londen Toeschouwers: 20.306 Scheidsrechter: Antonio Mateu Lahoz Video-assistent: Alejandro Hernández |
| 18 juni 2021 «onderlinge duels» 21:00 (UTC+2) 20:00 (UTC+1) | wedstrijdverslag verslag (UEFA) |       |           | Stadion: Wembley Stadium, Londen Toeschouwers: 20.306 Scheidsrechter: Antonio Mateu Lahoz Video-assistent: Alejandro Hernández |
| 18 juni 2021 «onderlinge duels» 21:00 (UTC+2) 20:00 (UTC+1) |                                 |       |           | Stadion: Wembley Stadium, Londen Toeschouwers: 20.306 Scheidsrechter: Antonio Mateu Lahoz Video-assistent: Alejandro Hernández |
| 18 juni 2021 «onderlinge duels» 21:00 (UTC+2) 20:00 (UTC+1) |                                 |       |           | Stadion: Wembley Stadium, Londen Toeschouwers: 20.306 Scheidsrechter: Antonio Mateu Lahoz Video-assistent: Alejandro Hernández |
|                                                             |                                 |       |           | |

|                                                             |                                   |                                 |              | |
| 22 juni 2021 «onderlinge duels» 21:00 (UTC+2) 20:00 (UTC+1) | Kroatië                           | 3 – 1                           | Schotland    | Stadion: Hampden Park, Glasgow Toeschouwers: 9.896 Scheidsrechter: Fernando Rapallini Video-assistent: Alejandro Hernández |
| 22 juni 2021 «onderlinge duels» 21:00 (UTC+2) 20:00 (UTC+1) | Vlašić 17' Modrić 62' Perišić 77' | wedstrijdverslag verslag (UEFA) | 42' McGregor | Stadion: Hampden Park, Glasgow Toeschouwers: 9.896 Scheidsrechter: Fernando Rapallini Video-assistent: Alejandro Hernández |
| 22 juni 2021 «onderlinge duels» 21:00 (UTC+2) 20:00 (UTC+1) |                                   |                                 |              | Stadion: Hampden Park, Glasgow Toeschouwers: 9.896 Scheidsrechter: Fernando Rapallini Video-assistent: Alejandro Hernández |
| 22 juni 2021 «onderlinge duels» 21:00 (UTC+2) 20:00 (UTC+1) |                                   |                                 |              | Stadion: Hampden Park, Glasgow Toeschouwers: 9.896 Scheidsrechter: Fernando Rapallini Video-assistent: Alejandro Hernández |
|                                                             |                                   |                                 |              | |

|                                                             |          |                                 |              | |
| 22 juni 2021 «onderlinge duels» 21:00 (UTC+2) 20:00 (UTC+1) | Tsjechië | 0 – 1                           | Engeland     | Stadion: Wembley Stadium, Londen Toeschouwers: 19.104 Scheidsrechter: Artur Soares Dias Video-assistent: João Pinheiro |
| 22 juni 2021 «onderlinge duels» 21:00 (UTC+2) 20:00 (UTC+1) |          | wedstrijdverslag verslag (UEFA) | 12' Sterling | Stadion: Wembley Stadium, Londen Toeschouwers: 19.104 Scheidsrechter: Artur Soares Dias Video-assistent: João Pinheiro |
| 22 juni 2021 «onderlinge duels» 21:00 (UTC+2) 20:00 (UTC+1) |          |                                 |              | Stadion: Wembley Stadium, Londen Toeschouwers: 19.104 Scheidsrechter: Artur Soares Dias Video-assistent: João Pinheiro |
| 22 juni 2021 «onderlinge duels» 21:00 (UTC+2) 20:00 (UTC+1) |          |                                 |              | Stadion: Wembley Stadium, Londen Toeschouwers: 19.104 Scheidsrechter: Artur Soares Dias Video-assistent: João Pinheiro |
|                                                             |          |                                 |              | |

### Groep E
| Pos | Team       | Wed | W | G | V | Ptn | DV | DT | +/− | Kwalificatie          |
| --- | ---------- | --- | - | - | - | --- | -- | -- | --- | --------------------- |
| 1   | Zweden     | 3   | 2 | 1 | 0 | 7   | 4  | 2  | +2  | Naar de knock-outfase |
| 2   | Spanje (G) | 3   | 1 | 2 | 0 | 5   | 6  | 1  | +5  | Naar de knock-outfase |
| 3   | Slowakije  | 3   | 1 | 0 | 2 | 3   | 2  | 7  | −5  |                       |
| 4   | Polen      | 3   | 0 | 1 | 2 | 1   | 4  | 6  | −2  |                       |

1. ↑  Niet naar de knock-outfase (niet bij de beste 4 nummers 3)

|                                                             |                                 |                                 |                                  | |
| 14 juni 2021 «onderlinge duels» 18:00 (UTC+2) 19:00 (UTC+3) | Polen                           | 1 – 2                           | Slowakije                        | Stadion: Krestovskistadion, Sint-Petersburg Toeschouwers: 12.862 Scheidsrechter: Ovidiu Haţegan Video-assistent: Marco Di Bello |
| 14 juni 2021 «onderlinge duels» 18:00 (UTC+2) 19:00 (UTC+3) | Linetty 46' Krychowiak 22', 62' | wedstrijdverslag verslag (UEFA) | 18' (e.d.) Szczęsny 69' Škriniar | Stadion: Krestovskistadion, Sint-Petersburg Toeschouwers: 12.862 Scheidsrechter: Ovidiu Haţegan Video-assistent: Marco Di Bello |
| 14 juni 2021 «onderlinge duels» 18:00 (UTC+2) 19:00 (UTC+3) |                                 |                                 |                                  | Stadion: Krestovskistadion, Sint-Petersburg Toeschouwers: 12.862 Scheidsrechter: Ovidiu Haţegan Video-assistent: Marco Di Bello |
| 14 juni 2021 «onderlinge duels» 18:00 (UTC+2) 19:00 (UTC+3) |                                 |                                 |                                  | Stadion: Krestovskistadion, Sint-Petersburg Toeschouwers: 12.862 Scheidsrechter: Ovidiu Haţegan Video-assistent: Marco Di Bello |
|                                                             |                                 |                                 |                                  | |

|                                               |                                 |       |        | |
| 14 juni 2021 «onderlinge duels» 21:00 (UTC+2) | Spanje                          | 0 – 0 | Zweden | Stadion: Estadio de La Cartuja, Sevilla Toeschouwers: 10.559 Scheidsrechter: Slavko Vinčić Video-assistent: Bastian Dankert |
| 14 juni 2021 «onderlinge duels» 21:00 (UTC+2) | wedstrijdverslag verslag (UEFA) |       |        | Stadion: Estadio de La Cartuja, Sevilla Toeschouwers: 10.559 Scheidsrechter: Slavko Vinčić Video-assistent: Bastian Dankert |
| 14 juni 2021 «onderlinge duels» 21:00 (UTC+2) |                                 |       |        | Stadion: Estadio de La Cartuja, Sevilla Toeschouwers: 10.559 Scheidsrechter: Slavko Vinčić Video-assistent: Bastian Dankert |
| 14 juni 2021 «onderlinge duels» 21:00 (UTC+2) |                                 |       |        | Stadion: Estadio de La Cartuja, Sevilla Toeschouwers: 10.559 Scheidsrechter: Slavko Vinčić Video-assistent: Bastian Dankert |
|                                               |                                 |       |        | |

|                                                             |                     |                                 |           | |
| 18 juni 2021 «onderlinge duels» 15:00 (UTC+2) 16:00 (UTC+3) | Zweden              | 1 – 0                           | Slowakije | Stadion: Krestovskistadion, Sint-Petersburg Toeschouwers: 11.525 Scheidsrechter: Daniel Siebert Video-assistent: Marco Fritz |
| 18 juni 2021 «onderlinge duels» 15:00 (UTC+2) 16:00 (UTC+3) | Forsberg 77' (pen.) | wedstrijdverslag verslag (UEFA) |           | Stadion: Krestovskistadion, Sint-Petersburg Toeschouwers: 11.525 Scheidsrechter: Daniel Siebert Video-assistent: Marco Fritz |
| 18 juni 2021 «onderlinge duels» 15:00 (UTC+2) 16:00 (UTC+3) |                     |                                 |           | Stadion: Krestovskistadion, Sint-Petersburg Toeschouwers: 11.525 Scheidsrechter: Daniel Siebert Video-assistent: Marco Fritz |
| 18 juni 2021 «onderlinge duels» 15:00 (UTC+2) 16:00 (UTC+3) |                     |                                 |           | Stadion: Krestovskistadion, Sint-Petersburg Toeschouwers: 11.525 Scheidsrechter: Daniel Siebert Video-assistent: Marco Fritz |
|                                                             |                     |                                 |           | |

|                                               |                              |                                 |                 | |
| 19 juni 2021 «onderlinge duels» 21:00 (UTC+2) | Spanje                       | 1 – 1                           | Polen           | Stadion: Estadio de La Cartuja, Sevilla Toeschouwers: 11.732 Scheidsrechter: Daniele Orsato Video-assistent: Massimiliano Irrati |
| 19 juni 2021 «onderlinge duels» 21:00 (UTC+2) | Morata 25' Moreno 58' (pen.) | wedstrijdverslag verslag (UEFA) | 54' Lewandowski | Stadion: Estadio de La Cartuja, Sevilla Toeschouwers: 11.732 Scheidsrechter: Daniele Orsato Video-assistent: Massimiliano Irrati |
| 19 juni 2021 «onderlinge duels» 21:00 (UTC+2) |                              |                                 |                 | Stadion: Estadio de La Cartuja, Sevilla Toeschouwers: 11.732 Scheidsrechter: Daniele Orsato Video-assistent: Massimiliano Irrati |
| 19 juni 2021 «onderlinge duels» 21:00 (UTC+2) |                              |                                 |                 | Stadion: Estadio de La Cartuja, Sevilla Toeschouwers: 11.732 Scheidsrechter: Daniele Orsato Video-assistent: Massimiliano Irrati |
|                                               |                              |                                 |                 | |

|                                               |           |                                 |                                                                                                | |
| 23 juni 2021 «onderlinge duels» 18:00 (UTC+2) | Slowakije | 0 – 5                           | Spanje                                                                                         | Stadion: Estadio de La Cartuja, Sevilla Toeschouwers: 11.204 Scheidsrechter: Björn Kuipers Video-assistent: Pol van Boekel |
| 23 juni 2021 «onderlinge duels» 18:00 (UTC+2) |           | wedstrijdverslag verslag (UEFA) | 12' (pen.) Morata 30' (e.d.) Dúbravka 45+3' Laporte 56' Sarabia 67' F. Torres 71' (e.d.) Kucka | Stadion: Estadio de La Cartuja, Sevilla Toeschouwers: 11.204 Scheidsrechter: Björn Kuipers Video-assistent: Pol van Boekel |
| 23 juni 2021 «onderlinge duels» 18:00 (UTC+2) |           |                                 |                                                                                                | Stadion: Estadio de La Cartuja, Sevilla Toeschouwers: 11.204 Scheidsrechter: Björn Kuipers Video-assistent: Pol van Boekel |
| 23 juni 2021 «onderlinge duels» 18:00 (UTC+2) |           |                                 |                                                                                                | Stadion: Estadio de La Cartuja, Sevilla Toeschouwers: 11.204 Scheidsrechter: Björn Kuipers Video-assistent: Pol van Boekel |
|                                               |           |                                 |                                                                                                | |

|                                                             |                                 |                                 |                      | |
| 23 juni 2021 «onderlinge duels» 18:00 (UTC+2) 19:00 (UTC+3) | Zweden                          | 3 – 2                           | Polen                | Stadion: Krestovskistadion, Sint-Petersburg Toeschouwers: 14.252 Scheidsrechter: Michael Oliver Video-assistent: Chris Kavanagh |
| 23 juni 2021 «onderlinge duels» 18:00 (UTC+2) 19:00 (UTC+3) | Forsberg 2', 59' Claesson 90+4' | wedstrijdverslag verslag (UEFA) | 61', 84' Lewandowski | Stadion: Krestovskistadion, Sint-Petersburg Toeschouwers: 14.252 Scheidsrechter: Michael Oliver Video-assistent: Chris Kavanagh |
| 23 juni 2021 «onderlinge duels» 18:00 (UTC+2) 19:00 (UTC+3) |                                 |                                 |                      | Stadion: Krestovskistadion, Sint-Petersburg Toeschouwers: 14.252 Scheidsrechter: Michael Oliver Video-assistent: Chris Kavanagh |
| 23 juni 2021 «onderlinge duels» 18:00 (UTC+2) 19:00 (UTC+3) |                                 |                                 |                      | Stadion: Krestovskistadion, Sint-Petersburg Toeschouwers: 14.252 Scheidsrechter: Michael Oliver Video-assistent: Chris Kavanagh |
|                                                             |                                 |                                 |                      | |

### Groep F
| Pos | Team          | Wed | W | G | V | Ptn | DV | DT | +/− | Kwalificatie                                     |
| --- | ------------- | --- | - | - | - | --- | -- | -- | --- | ------------------------------------------------ |
| 1   | Frankrijk     | 3   | 1 | 2 | 0 | 5   | 4  | 3  | +1  | Naar de knock-outfase                            |
| 2   | Duitsland (G) | 3   | 1 | 1 | 1 | 4   | 6  | 5  | +1  | Naar de knock-outfase                            |
| 3   | Portugal TH   | 3   | 1 | 1 | 1 | 4   | 7  | 6  | +1  | Naar de knock-outfase (bij de beste 4 nummers 3) |
| 4   | Hongarije (G) | 3   | 0 | 2 | 1 | 2   | 3  | 6  | −3  |                                                  |

1. 1 2  Onderlinge resultaat: Portugal - Duitsland 2 – 4.

|                                               |           |                                 |                                         | |
| 15 juni 2021 «onderlinge duels» 18:00 (UTC+2) | Hongarije | 0 – 3                           | Portugal                                | Stadion: Puskás Aréna, Boedapest Toeschouwers: 55.662 Scheidsrechter: Cüneyt Çakır Video-assistent: Paolo Valeri |
| 15 juni 2021 «onderlinge duels» 18:00 (UTC+2) |           | wedstrijdverslag verslag (UEFA) | 84' Guerreiro 87' (pen.), 90+2' Ronaldo | Stadion: Puskás Aréna, Boedapest Toeschouwers: 55.662 Scheidsrechter: Cüneyt Çakır Video-assistent: Paolo Valeri |
| 15 juni 2021 «onderlinge duels» 18:00 (UTC+2) |           |                                 |                                         | Stadion: Puskás Aréna, Boedapest Toeschouwers: 55.662 Scheidsrechter: Cüneyt Çakır Video-assistent: Paolo Valeri |
| 15 juni 2021 «onderlinge duels» 18:00 (UTC+2) |           |                                 |                                         | Stadion: Puskás Aréna, Boedapest Toeschouwers: 55.662 Scheidsrechter: Cüneyt Çakır Video-assistent: Paolo Valeri |
|                                               |           |                                 |                                         | |

|                                               |                    |                                 |           | |
| 15 juni 2021 «onderlinge duels» 21:00 (UTC+2) | Frankrijk          | 1 – 0                           | Duitsland | Stadion: Allianz Arena, München Toeschouwers: 13.000 Scheidsrechter: Carlos del Cerro Grande Video-assistent: Juan Martínez Munuera |
| 15 juni 2021 «onderlinge duels» 21:00 (UTC+2) | Hummels 20' (e.d.) | wedstrijdverslag verslag (UEFA) |           | Stadion: Allianz Arena, München Toeschouwers: 13.000 Scheidsrechter: Carlos del Cerro Grande Video-assistent: Juan Martínez Munuera |
| 15 juni 2021 «onderlinge duels» 21:00 (UTC+2) |                    |                                 |           | Stadion: Allianz Arena, München Toeschouwers: 13.000 Scheidsrechter: Carlos del Cerro Grande Video-assistent: Juan Martínez Munuera |
| 15 juni 2021 «onderlinge duels» 21:00 (UTC+2) |                    |                                 |           | Stadion: Allianz Arena, München Toeschouwers: 13.000 Scheidsrechter: Carlos del Cerro Grande Video-assistent: Juan Martínez Munuera |
|                                               |                    |                                 |           | |

|                                               |             |                                 |               | |
| 19 juni 2021 «onderlinge duels» 15:00 (UTC+2) | Hongarije   | 1 – 1                           | Frankrijk     | Stadion: Puskás Aréna, Boedapest Toeschouwers: 55.998 Scheidsrechter: Michael Oliver Video-assistent: Chris Kavanagh |
| 19 juni 2021 «onderlinge duels» 15:00 (UTC+2) | Fiola 45+2' | wedstrijdverslag verslag (UEFA) | 66' Griezmann | Stadion: Puskás Aréna, Boedapest Toeschouwers: 55.998 Scheidsrechter: Michael Oliver Video-assistent: Chris Kavanagh |
| 19 juni 2021 «onderlinge duels» 15:00 (UTC+2) |             |                                 |               | Stadion: Puskás Aréna, Boedapest Toeschouwers: 55.998 Scheidsrechter: Michael Oliver Video-assistent: Chris Kavanagh |
| 19 juni 2021 «onderlinge duels» 15:00 (UTC+2) |             |                                 |               | Stadion: Puskás Aréna, Boedapest Toeschouwers: 55.998 Scheidsrechter: Michael Oliver Video-assistent: Chris Kavanagh |
|                                               |             |                                 |               | |

|                                               |                      |                                 |                                                             | |
| 19 juni 2021 «onderlinge duels» 18:00 (UTC+2) | Portugal             | 2 – 4                           | Duitsland                                                   | Stadion: Allianz Arena, München Toeschouwers: 12.926 Scheidsrechter: Anthony Taylor Video-assistent: Stuart Attwell |
| 19 juni 2021 «onderlinge duels» 18:00 (UTC+2) | Ronaldo 15' Jota 67' | wedstrijdverslag verslag (UEFA) | 35' (e.d.) Dias 39' (e.d.) Guerreiro 51' Havertz 60' Gosens | Stadion: Allianz Arena, München Toeschouwers: 12.926 Scheidsrechter: Anthony Taylor Video-assistent: Stuart Attwell |
| 19 juni 2021 «onderlinge duels» 18:00 (UTC+2) |                      |                                 |                                                             | Stadion: Allianz Arena, München Toeschouwers: 12.926 Scheidsrechter: Anthony Taylor Video-assistent: Stuart Attwell |
| 19 juni 2021 «onderlinge duels» 18:00 (UTC+2) |                      |                                 |                                                             | Stadion: Allianz Arena, München Toeschouwers: 12.926 Scheidsrechter: Anthony Taylor Video-assistent: Stuart Attwell |
|                                               |                      |                                 |                                                             | |

|                                               |                                |                                 |                           | |
| 23 juni 2021 «onderlinge duels» 21:00 (UTC+2) | Portugal                       | 2 – 2                           | Frankrijk                 | Stadion: Puskás Aréna, Boedapest Toeschouwers: 54.886 Scheidsrechter: Antonio Mateu Lahoz Video-assistent: Alejandro Hernández |
| 23 juni 2021 «onderlinge duels» 21:00 (UTC+2) | Ronaldo 31' (pen.), 60' (pen.) | wedstrijdverslag verslag (UEFA) | 45+2' (pen.), 47' Benzema | Stadion: Puskás Aréna, Boedapest Toeschouwers: 54.886 Scheidsrechter: Antonio Mateu Lahoz Video-assistent: Alejandro Hernández |
| 23 juni 2021 «onderlinge duels» 21:00 (UTC+2) |                                |                                 |                           | Stadion: Puskás Aréna, Boedapest Toeschouwers: 54.886 Scheidsrechter: Antonio Mateu Lahoz Video-assistent: Alejandro Hernández |
| 23 juni 2021 «onderlinge duels» 21:00 (UTC+2) |                                |                                 |                           | Stadion: Puskás Aréna, Boedapest Toeschouwers: 54.886 Scheidsrechter: Antonio Mateu Lahoz Video-assistent: Alejandro Hernández |
|                                               |                                |                                 |                           | |

|                                               |                          |                                 |                            | |
| 23 juni 2021 «onderlinge duels» 21:00 (UTC+2) | Duitsland                | 2 − 2                           | Hongarije                  | Stadion: Allianz Arena, München Toeschouwers: 12.413 Scheidsrechter: Sergej Karasjov Video-assistent: Massimiliano Irrati |
| 23 juni 2021 «onderlinge duels» 21:00 (UTC+2) | Havertz 66' Goretzka 84' | wedstrijdverslag verslag (UEFA) | 11' Ád. Szalai 68' Schäfer | Stadion: Allianz Arena, München Toeschouwers: 12.413 Scheidsrechter: Sergej Karasjov Video-assistent: Massimiliano Irrati |
| 23 juni 2021 «onderlinge duels» 21:00 (UTC+2) |                          |                                 |                            | Stadion: Allianz Arena, München Toeschouwers: 12.413 Scheidsrechter: Sergej Karasjov Video-assistent: Massimiliano Irrati |
| 23 juni 2021 «onderlinge duels» 21:00 (UTC+2) |                          |                                 |                            | Stadion: Allianz Arena, München Toeschouwers: 12.413 Scheidsrechter: Sergej Karasjov Video-assistent: Massimiliano Irrati |
|                                               |                          |                                 |                            | |

### Eindstand beste nummers drie
| Pos | Grp | Team        | Wed | W | G | V | Ptn | DV | DT | +/− | Kwalificatie          |
| --- | --- | ----------- | --- | - | - | - | --- | -- | -- | --- | --------------------- |
| 1   | F   | Portugal TH | 3   | 1 | 1 | 1 | 4   | 7  | 6  | +1  | Naar de knock-outfase |
| 2   | D   | Tsjechië    | 3   | 1 | 1 | 1 | 4   | 3  | 2  | +1  | Naar de knock-outfase |
| 3   | A   | Zwitserland | 3   | 1 | 1 | 1 | 4   | 4  | 5  | −1  | Naar de knock-outfase |
| 4   | C   | Oekraïne    | 3   | 1 | 0 | 2 | 3   | 4  | 5  | −1  | Naar de knock-outfase |
| 5   | B   | Finland     | 3   | 1 | 0 | 2 | 3   | 1  | 3  | −2  |                       |
| 6   | E   | Slowakije   | 3   | 1 | 0 | 2 | 3   | 2  | 7  | −5  |                       |

## Knock-outfase

### Gekwalificeerde teams
| Groep | Groepswinnaars | Nummers twee | Nummers drie (Beste vier kwalificeerden zich) |
| ----- | -------------- | ------------ | --------------------------------------------- |
| A     | Italië         | Wales        | Zwitserland                                   |
| B     | België         | Denemarken   |                                               |
| C     | Nederland      | Oostenrijk   | Oekraïne                                      |
| D     | Engeland       | Kroatië      | Tsjechië                                      |
| E     | Zweden         | Spanje       |                                               |
| F     | Frankrijk      | Duitsland    | Portugal                                      |

### Wedstrijdschema
|  | Achtste finales           | Achtste finales               |                       |       | Kwartfinales | Kwartfinales |  |  | Halve finales | Halve finales |  |  | Finale | Finale |
|  |                           |                               |                       |       |              |              |  |  |               |               |  |  |        |        |
|  | 27 juni 2021 – Sevilla    |                               |                       |       |              |              |  |  |               |               |  |  |        |        |
|  |                           |                               |                       |       |              |              |  |  |               |               |  |  |        |        |
|  | België                    | 1                             |                       |       |              |              |  |  |               |               |  |  |        |        |
|  | België                    | 1                             | 2 juli 2021 – München |       |              |              |  |  |               |               |  |  |        |        |
|  | Portugal                  | 0                             |                       |       |              |              |  |  |               |               |  |  |        |        |
|  | Portugal                  | 0                             | België                | 1     |              |              |  |  |               |               |  |  |        |        |
|  | 26 juni 2021 – Londen     |                               | België                | 1     |              |              |  |  |               |               |  |  |        |        |
|  |                           | Italië                        | 2                     |       |              |              |  |  |               |               |  |  |        |        |
|  | Italië (w.n.v.)           | Italië                        | 2                     | 2     |              |              |  |  |               |               |  |  |        |        |
|  | Italië (w.n.v.)           |                               | 6 juli 2021 – Londen  | 2     |              |              |  |  |               |               |  |  |        |        |
|  | Oostenrijk                | 1                             |                       |       |              |              |  |  |               |               |  |  |        |        |
|  | Oostenrijk                | 1                             | Italië (w.n.s.)       | 1 (4) |              |              |  |  |               |               |  |  |        |        |
|  | 28 juni 2021 – Boekarest  |                               | Italië (w.n.s.)       | 1 (4) |              |              |  |  |               |               |  |  |        |        |
|  |                           | Spanje                        | 1 (2)                 |       |              |              |  |  |               |               |  |  |        |        |
|  | Frankrijk                 | Spanje                        | 1 (2)                 | 3 (4) |              |              |  |  |               |               |  |  |        |        |
|  | Frankrijk                 | 2 juli 2021 – Sint-Petersburg |                       | 3 (4) |              |              |  |  |               |               |  |  |        |        |
|  | Zwitserland (w.n.s.)      | 3 (5)                         |                       |       |              |              |  |  |               |               |  |  |        |        |
|  | Zwitserland (w.n.s.)      | 3 (5)                         | Zwitserland           | 1 (1) |              |              |  |  |               |               |  |  |        |        |
|  | 28 juni 2021 – Kopenhagen |                               | Zwitserland           | 1 (1) |              |              |  |  |               |               |  |  |        |        |
|  |                           | Spanje (w.n.s.)               | 1 (3)                 |       |              |              |  |  |               |               |  |  |        |        |
|  | Kroatië                   | Spanje (w.n.s.)               | 1 (3)                 | 3     |              |              |  |  |               |               |  |  |        |        |
|  | Kroatië                   |                               | 11 juli 2021 – Londen | 3     |              |              |  |  |               |               |  |  |        |        |
|  | Spanje (w.n.v.)           | 5                             |                       |       |              |              |  |  |               |               |  |  |        |        |
|  | Spanje (w.n.v.)           | 5                             | Italië (w.n.s.)       | 1 (3) |              |              |  |  |               |               |  |  |        |        |
|  | 29 juni 2021 – Glasgow    |                               | Italië (w.n.s.)       | 1 (3) |              |              |  |  |               |               |  |  |        |        |
|  |                           | Engeland                      | 1 (2)                 |       |              |              |  |  |               |               |  |  |        |        |
|  | Zweden                    | Engeland                      | 1 (2)                 | 1     |              |              |  |  |               |               |  |  |        |        |
|  | Zweden                    | 3 juli 2021 – Rome            |                       | 1     |              |              |  |  |               |               |  |  |        |        |
|  | Oekraïne (w.n.v.)         | 2                             |                       |       |              |              |  |  |               |               |  |  |        |        |
|  | Oekraïne (w.n.v.)         | 2                             | Oekraïne              | 0     |              |              |  |  |               |               |  |  |        |        |
|  | 29 juni 2021 – Londen     |                               | Oekraïne              | 0     |              |              |  |  |               |               |  |  |        |        |
|  |                           | Engeland                      | 4                     |       |              |              |  |  |               |               |  |  |        |        |
|  | Engeland                  | Engeland                      | 4                     | 2     |              |              |  |  |               |               |  |  |        |        |
|  | Engeland                  |                               | 7 juli 2021 – Londen  | 2     |              |              |  |  |               |               |  |  |        |        |
|  | Duitsland                 | 0                             |                       |       |              |              |  |  |               |               |  |  |        |        |
|  | Duitsland                 | 0                             | Engeland (w.n.v.)     | 2     |              |              |  |  |               |               |  |  |        |        |
|  | 27 juni 2021 – Boedapest  |                               | Engeland (w.n.v.)     | 2     |              |              |  |  |               |               |  |  |        |        |
|  |                           | Denemarken                    | 1                     |       |              |              |  |  |               |               |  |  |        |        |
|  | Nederland                 | Denemarken                    | 1                     | 0     |              |              |  |  |               |               |  |  |        |        |
|  | Nederland                 | 3 juli 2021 – Bakoe           |                       | 0     |              |              |  |  |               |               |  |  |        |        |
|  | Tsjechië                  | 2                             |                       |       |              |              |  |  |               |               |  |  |        |        |
|  | Tsjechië                  | 2                             | Tsjechië              | 1     |              |              |  |  |               |               |  |  |        |        |
|  | 26 juni 2021 – Amsterdam  |                               | Tsjechië              | 1     |              |              |  |  |               |               |  |  |        |        |
|  |                           | Denemarken                    | 2                     |       |              |              |  |  |               |               |  |  |        |        |
|  | Wales                     | Denemarken                    | 2                     | 0     |              |              |  |  |               |               |  |  |        |        |
|  | Wales                     |                               |                       | 0     |              |              |  |  |               |               |  |  |        |        |
|  | Denemarken                | 4                             |                       |       |              |              |  |  |               |               |  |  |        |        |
|  | Denemarken                | 4                             |                       |       |              |              |  |  |               |               |  |  |        |        |

### Achtste finales
|                                               |            |                                 |                                              | |
| 26 juni 2021 «onderlinge duels» 18:00 (UTC+2) | Wales      | 0 – 4                           | Denemarken                                   | Stadion: Johan Cruijff ArenA, Amsterdam Toeschouwers: 14.645 Scheidsrechter: Daniel Siebert Video-assistent: Bastian Dankert |
| 26 juni 2021 «onderlinge duels» 18:00 (UTC+2) | Wilson 90' | wedstrijdverslag verslag (UEFA) | 27', 48' Dolberg 88' Mæhle 90+4' Braithwaite | Stadion: Johan Cruijff ArenA, Amsterdam Toeschouwers: 14.645 Scheidsrechter: Daniel Siebert Video-assistent: Bastian Dankert |
| 26 juni 2021 «onderlinge duels» 18:00 (UTC+2) |            |                                 |                                              | Stadion: Johan Cruijff ArenA, Amsterdam Toeschouwers: 14.645 Scheidsrechter: Daniel Siebert Video-assistent: Bastian Dankert |
| 26 juni 2021 «onderlinge duels» 18:00 (UTC+2) |            |                                 |                                              | Stadion: Johan Cruijff ArenA, Amsterdam Toeschouwers: 14.645 Scheidsrechter: Daniel Siebert Video-assistent: Bastian Dankert |
|                                               |            |                                 |                                              | |

|                                                             |                         |                                 |                | |
| 26 juni 2021 «onderlinge duels» 21:00 (UTC+2) 20:00 (UTC+1) | Italië                  | 2 – 1 (n.v.)                    | Oostenrijk     | Stadion: Wembley Stadium, Londen Toeschouwers: 18.910 Scheidsrechter: Anthony Taylor Video-assistent: Stuart Attwell |
| 26 juni 2021 «onderlinge duels» 21:00 (UTC+2) 20:00 (UTC+1) | Chiesa 95' Pessina 105' | wedstrijdverslag verslag (UEFA) | 114' Kalajdžić | Stadion: Wembley Stadium, Londen Toeschouwers: 18.910 Scheidsrechter: Anthony Taylor Video-assistent: Stuart Attwell |
| 26 juni 2021 «onderlinge duels» 21:00 (UTC+2) 20:00 (UTC+1) |                         |                                 |                | Stadion: Wembley Stadium, Londen Toeschouwers: 18.910 Scheidsrechter: Anthony Taylor Video-assistent: Stuart Attwell |
| 26 juni 2021 «onderlinge duels» 21:00 (UTC+2) 20:00 (UTC+1) |                         |                                 |                | Stadion: Wembley Stadium, Londen Toeschouwers: 18.910 Scheidsrechter: Anthony Taylor Video-assistent: Stuart Attwell |
|                                                             |                         |                                 |                | |

|                                               |             |                                 |                      | |
| 27 juni 2021 «onderlinge duels» 18:00 (UTC+2) | Nederland   | 0 – 2                           | Tsjechië             | Stadion: Puskás Aréna, Boedapest Toeschouwers: 52.834 Scheidsrechter: Sergej Karasjov Video-assistent: Stuart Attwell |
| 27 juni 2021 «onderlinge duels» 18:00 (UTC+2) | De Ligt 55' | wedstrijdverslag verslag (UEFA) | 68' Holeš 80' Schick | Stadion: Puskás Aréna, Boedapest Toeschouwers: 52.834 Scheidsrechter: Sergej Karasjov Video-assistent: Stuart Attwell |
| 27 juni 2021 «onderlinge duels» 18:00 (UTC+2) |             |                                 |                      | Stadion: Puskás Aréna, Boedapest Toeschouwers: 52.834 Scheidsrechter: Sergej Karasjov Video-assistent: Stuart Attwell |
| 27 juni 2021 «onderlinge duels» 18:00 (UTC+2) |             |                                 |                      | Stadion: Puskás Aréna, Boedapest Toeschouwers: 52.834 Scheidsrechter: Sergej Karasjov Video-assistent: Stuart Attwell |
|                                               |             |                                 |                      | |

|                                               |               |                                 |          | |
| 27 juni 2021 «onderlinge duels» 21:00 (UTC+2) | België        | 1 – 0                           | Portugal | Stadion: Estadio de La Cartuja, Sevilla Toeschouwers: 11.504 Scheidsrechter: Felix Brych Video-assistent: Marco Fritz |
| 27 juni 2021 «onderlinge duels» 21:00 (UTC+2) | T. Hazard 42' | wedstrijdverslag verslag (UEFA) |          | Stadion: Estadio de La Cartuja, Sevilla Toeschouwers: 11.504 Scheidsrechter: Felix Brych Video-assistent: Marco Fritz |
| 27 juni 2021 «onderlinge duels» 21:00 (UTC+2) |               |                                 |          | Stadion: Estadio de La Cartuja, Sevilla Toeschouwers: 11.504 Scheidsrechter: Felix Brych Video-assistent: Marco Fritz |
| 27 juni 2021 «onderlinge duels» 21:00 (UTC+2) |               |                                 |          | Stadion: Estadio de La Cartuja, Sevilla Toeschouwers: 11.504 Scheidsrechter: Felix Brych Video-assistent: Marco Fritz |
|                                               |               |                                 |          | |

|                                               |                                          |                                 |                                                                      | |
| 28 juni 2021 «onderlinge duels» 18:00 (UTC+2) | Kroatië                                  | 3 – 5 (n.v.)                    | Spanje                                                               | Stadion: Parken, Kopenhagen Toeschouwers: 22.771 Scheidsrechter: Cüneyt Çakır Video-assistent: Bastian Dankert |
| 28 juni 2021 «onderlinge duels» 18:00 (UTC+2) | Pedri 20' (e.d.) Oršić 85' Pašalić 90+2' | wedstrijdverslag verslag (UEFA) | 38' Sarabia 57' Azpilicueta 77' F. Torres 100' Morata 103' Oyarzabal | Stadion: Parken, Kopenhagen Toeschouwers: 22.771 Scheidsrechter: Cüneyt Çakır Video-assistent: Bastian Dankert |
| 28 juni 2021 «onderlinge duels» 18:00 (UTC+2) |                                          |                                 |                                                                      | Stadion: Parken, Kopenhagen Toeschouwers: 22.771 Scheidsrechter: Cüneyt Çakır Video-assistent: Bastian Dankert |
| 28 juni 2021 «onderlinge duels» 18:00 (UTC+2) |                                          |                                 |                                                                      | Stadion: Parken, Kopenhagen Toeschouwers: 22.771 Scheidsrechter: Cüneyt Çakır Video-assistent: Bastian Dankert |
|                                               |                                          |                                 |                                                                      | |

|                                                             |                                     |                                 |                                                        | |
| 28 juni 2021 «onderlinge duels» 21:00 (UTC+2) 22:00 (UTC+3) | Frankrijk                           | 3 – 3 (n.v.) 4 – 5 pen.         | Zwitserland                                            | Stadion: Arena Națională, Boekarest Toeschouwers: 22.642 Scheidsrechter: Fernando Rapallini Video-assistent: Juan Martínez Munuera |
| 28 juni 2021 «onderlinge duels» 21:00 (UTC+2) 22:00 (UTC+3) | Benzema 57', 59' Pogba 75'          | wedstrijdverslag verslag (UEFA) | 15', 81' Seferović 55' (pen.) Rodríguez 90' Gavranović | Stadion: Arena Națională, Boekarest Toeschouwers: 22.642 Scheidsrechter: Fernando Rapallini Video-assistent: Juan Martínez Munuera |
| 28 juni 2021 «onderlinge duels» 21:00 (UTC+2) 22:00 (UTC+3) | Strafschoppen                       |                                 |                                                        | Stadion: Arena Națională, Boekarest Toeschouwers: 22.642 Scheidsrechter: Fernando Rapallini Video-assistent: Juan Martínez Munuera |
| 28 juni 2021 «onderlinge duels» 21:00 (UTC+2) 22:00 (UTC+3) | Pogba Giroud Thuram Kimpembe Mbappé |                                 | Gavranović Schär Akanji Vargas Mehmedi                 | Stadion: Arena Națională, Boekarest Toeschouwers: 22.642 Scheidsrechter: Fernando Rapallini Video-assistent: Juan Martínez Munuera |
|                                                             |                                     |                                 |                                                        | |

|                                                             |                       |                                 |           | |
| 29 juni 2021 «onderlinge duels» 18:00 (UTC+2) 17:00 (UTC+1) | Engeland              | 2 – 0                           | Duitsland | Stadion: Wembley Stadium, Londen Toeschouwers: 41.973 Scheidsrechter: Danny Makkelie Video-assistent: Pol van Boekel |
| 29 juni 2021 «onderlinge duels» 18:00 (UTC+2) 17:00 (UTC+1) | Sterling 75' Kane 86' | wedstrijdverslag verslag (UEFA) |           | Stadion: Wembley Stadium, Londen Toeschouwers: 41.973 Scheidsrechter: Danny Makkelie Video-assistent: Pol van Boekel |
| 29 juni 2021 «onderlinge duels» 18:00 (UTC+2) 17:00 (UTC+1) |                       |                                 |           | Stadion: Wembley Stadium, Londen Toeschouwers: 41.973 Scheidsrechter: Danny Makkelie Video-assistent: Pol van Boekel |
| 29 juni 2021 «onderlinge duels» 18:00 (UTC+2) 17:00 (UTC+1) |                       |                                 |           | Stadion: Wembley Stadium, Londen Toeschouwers: 41.973 Scheidsrechter: Danny Makkelie Video-assistent: Pol van Boekel |
|                                                             |                       |                                 |           | |

|                                                             |                            |                                 |                              | |
| 29 juni 2021 «onderlinge duels» 21:00 (UTC+2) 20:00 (UTC+1) | Zweden                     | 1 – 2 (n.v.)                    | Oekraïne                     | Stadion: Hampden Park, Glasgow Toeschouwers: 9.221 Scheidsrechter: Daniele Orsato Video-assistent: Massimiliano Irrati |
| 29 juni 2021 «onderlinge duels» 21:00 (UTC+2) 20:00 (UTC+1) | Forsberg 43' Danielson 99' | wedstrijdverslag verslag (UEFA) | 27' Zintsjenko 120+1' Dovbyk | Stadion: Hampden Park, Glasgow Toeschouwers: 9.221 Scheidsrechter: Daniele Orsato Video-assistent: Massimiliano Irrati |
| 29 juni 2021 «onderlinge duels» 21:00 (UTC+2) 20:00 (UTC+1) |                            |                                 |                              | Stadion: Hampden Park, Glasgow Toeschouwers: 9.221 Scheidsrechter: Daniele Orsato Video-assistent: Massimiliano Irrati |
| 29 juni 2021 «onderlinge duels» 21:00 (UTC+2) 20:00 (UTC+1) |                            |                                 |                              | Stadion: Hampden Park, Glasgow Toeschouwers: 9.221 Scheidsrechter: Daniele Orsato Video-assistent: Massimiliano Irrati |
|                                                             |                            |                                 |                              | |

### Kwartfinales
|                                                            |                                |                                 |                                      | |
| 2 juli 2021 «onderlinge duels» 18:00 (UTC+2) 19:00 (UTC+3) | Zwitserland                    | 1 – 1 (n.v.) 1 – 3 pen.         | Spanje                               | Stadion: Krestovskistadion, Sint-Petersburg Toeschouwers: 24.764 Scheidsrechter: Michael Oliver Video-assistent: Chris Kavanagh |
| 2 juli 2021 «onderlinge duels» 18:00 (UTC+2) 19:00 (UTC+3) | Shaqiri 68' Freuler 77'        | wedstrijdverslag verslag (UEFA) | 8' (e.d.) Zakaria                    | Stadion: Krestovskistadion, Sint-Petersburg Toeschouwers: 24.764 Scheidsrechter: Michael Oliver Video-assistent: Chris Kavanagh |
| 2 juli 2021 «onderlinge duels» 18:00 (UTC+2) 19:00 (UTC+3) | Strafschoppen                  |                                 |                                      | Stadion: Krestovskistadion, Sint-Petersburg Toeschouwers: 24.764 Scheidsrechter: Michael Oliver Video-assistent: Chris Kavanagh |
| 2 juli 2021 «onderlinge duels» 18:00 (UTC+2) 19:00 (UTC+3) | Gavranović Schär Akanji Vargas |                                 | Busquets Olmo Rodri Gerard Oyarzabal | Stadion: Krestovskistadion, Sint-Petersburg Toeschouwers: 24.764 Scheidsrechter: Michael Oliver Video-assistent: Chris Kavanagh |
|                                                            |                                |                                 |                                      | |

|                                              |                     |                                 |                         | |
| 2 juli 2021 «onderlinge duels» 21:00 (UTC+2) | België              | 1 – 2                           | Italië                  | Stadion: Allianz Arena, München Toeschouwers: 12.984 Scheidsrechter: Slavko Vinčić Video-assistent: Bastian Dankert |
| 2 juli 2021 «onderlinge duels» 21:00 (UTC+2) | Lukaku 45+2' (pen.) | wedstrijdverslag verslag (UEFA) | 31' Barella 44' Insigne | Stadion: Allianz Arena, München Toeschouwers: 12.984 Scheidsrechter: Slavko Vinčić Video-assistent: Bastian Dankert |
| 2 juli 2021 «onderlinge duels» 21:00 (UTC+2) |                     |                                 |                         | Stadion: Allianz Arena, München Toeschouwers: 12.984 Scheidsrechter: Slavko Vinčić Video-assistent: Bastian Dankert |
| 2 juli 2021 «onderlinge duels» 21:00 (UTC+2) |                     |                                 |                         | Stadion: Allianz Arena, München Toeschouwers: 12.984 Scheidsrechter: Slavko Vinčić Video-assistent: Bastian Dankert |
|                                              |                     |                                 |                         | |

|                                                            |            |                                 |                        | |
| 3 juli 2021 «onderlinge duels» 18:00 (UTC+2) 20:00 (UTC+4) | Tsjechië   | 1 – 2                           | Denemarken             | Stadion: Olympisch Stadion, Bakoe Toeschouwers: 16.306 Scheidsrechter: Björn Kuipers Video-assistent: Pol van Boekel |
| 3 juli 2021 «onderlinge duels» 18:00 (UTC+2) 20:00 (UTC+4) | Schick 49' | wedstrijdverslag verslag (UEFA) | 5' Delaney 42' Dolberg | Stadion: Olympisch Stadion, Bakoe Toeschouwers: 16.306 Scheidsrechter: Björn Kuipers Video-assistent: Pol van Boekel |
| 3 juli 2021 «onderlinge duels» 18:00 (UTC+2) 20:00 (UTC+4) |            |                                 |                        | Stadion: Olympisch Stadion, Bakoe Toeschouwers: 16.306 Scheidsrechter: Björn Kuipers Video-assistent: Pol van Boekel |
| 3 juli 2021 «onderlinge duels» 18:00 (UTC+2) 20:00 (UTC+4) |            |                                 |                        | Stadion: Olympisch Stadion, Bakoe Toeschouwers: 16.306 Scheidsrechter: Björn Kuipers Video-assistent: Pol van Boekel |
|                                                            |            |                                 |                        | |

|                                              |          |                                 |                                        | |
| 3 juli 2021 «onderlinge duels» 21:00 (UTC+2) | Oekraïne | 0 – 4                           | Engeland                               | Stadion: Stadio Olimpico, Rome Toeschouwers: 11.880 Scheidsrechter: Felix Brych Video-assistent: Marco Fritz |
| 3 juli 2021 «onderlinge duels» 21:00 (UTC+2) |          | wedstrijdverslag verslag (UEFA) | 4', 50' Kane 46' Maguire 63' Henderson | Stadion: Stadio Olimpico, Rome Toeschouwers: 11.880 Scheidsrechter: Felix Brych Video-assistent: Marco Fritz |
| 3 juli 2021 «onderlinge duels» 21:00 (UTC+2) |          |                                 |                                        | Stadion: Stadio Olimpico, Rome Toeschouwers: 11.880 Scheidsrechter: Felix Brych Video-assistent: Marco Fritz |
| 3 juli 2021 «onderlinge duels» 21:00 (UTC+2) |          |                                 |                                        | Stadion: Stadio Olimpico, Rome Toeschouwers: 11.880 Scheidsrechter: Felix Brych Video-assistent: Marco Fritz |
|                                              |          |                                 |                                        | |

### Halve finales
|                                                            |                                                 |                                 |                           | |
| 6 juli 2021 «onderlinge duels» 21:00 (UTC+2) 20:00 (UTC+1) | Italië                                          | 1 – 1 (n.v.) 4 – 2 pen.         | Spanje                    | Stadion: Wembley Stadium, Londen Toeschouwers: 57.811 Scheidsrechter: Felix Brych Video-assistent: Marco Fritz |
| 6 juli 2021 «onderlinge duels» 21:00 (UTC+2) 20:00 (UTC+1) | Chiesa 60'                                      | wedstrijdverslag verslag (UEFA) | 80' Morata                | Stadion: Wembley Stadium, Londen Toeschouwers: 57.811 Scheidsrechter: Felix Brych Video-assistent: Marco Fritz |
| 6 juli 2021 «onderlinge duels» 21:00 (UTC+2) 20:00 (UTC+1) | Strafschoppen                                   |                                 |                           | Stadion: Wembley Stadium, Londen Toeschouwers: 57.811 Scheidsrechter: Felix Brych Video-assistent: Marco Fritz |
| 6 juli 2021 «onderlinge duels» 21:00 (UTC+2) 20:00 (UTC+1) | Locatelli Belotti Bonucci Bernardeschi Jorginho |                                 | Olmo Gerard Thiago Morata | Stadion: Wembley Stadium, Londen Toeschouwers: 57.811 Scheidsrechter: Felix Brych Video-assistent: Marco Fritz |
|                                                            |                                                 |                                 |                           | |

|                                                            |                                        |                                 |               | |
| 7 juli 2021 «onderlinge duels» 21:00 (UTC+2) 20:00 (UTC+1) | Engeland                               | 2 – 1 (n.v.)                    | Denemarken    | Stadion: Wembley Stadium, Londen Toeschouwers: 64.950 Scheidsrechter: Danny Makkelie Video-assistent: Pol van Boekel |
| 7 juli 2021 «onderlinge duels» 21:00 (UTC+2) 20:00 (UTC+1) | Kjær 39' (e.d.) Kane 104' (pen.), 104' | wedstrijdverslag verslag (UEFA) | 30' Damsgaard | Stadion: Wembley Stadium, Londen Toeschouwers: 64.950 Scheidsrechter: Danny Makkelie Video-assistent: Pol van Boekel |
| 7 juli 2021 «onderlinge duels» 21:00 (UTC+2) 20:00 (UTC+1) |                                        |                                 |               | Stadion: Wembley Stadium, Londen Toeschouwers: 64.950 Scheidsrechter: Danny Makkelie Video-assistent: Pol van Boekel |
| 7 juli 2021 «onderlinge duels» 21:00 (UTC+2) 20:00 (UTC+1) |                                        |                                 |               | Stadion: Wembley Stadium, Londen Toeschouwers: 64.950 Scheidsrechter: Danny Makkelie Video-assistent: Pol van Boekel |
|                                                            |                                        |                                 |               | |

### Finale
|                                                             |                                               |                         |                                   | |
| 11 juli 2021 «onderlinge duels» 21:00 (UTC+2) 20:00 (UTC+1) | Italië                                        | 1 – 1 (n.v.) 3 – 2 pen. | Engeland                          | Stadion: Wembley Stadium, Londen Toeschouwers: 67.173 Scheidsrechter: Björn Kuipers Video-assistent: Bastian Dankert |
| 11 juli 2021 «onderlinge duels» 21:00 (UTC+2) 20:00 (UTC+1) | Bonucci 67'                                   | verslag (UEFA)          | 2' Shaw                           | Stadion: Wembley Stadium, Londen Toeschouwers: 67.173 Scheidsrechter: Björn Kuipers Video-assistent: Bastian Dankert |
| 11 juli 2021 «onderlinge duels» 21:00 (UTC+2) 20:00 (UTC+1) | Strafschoppen                                 |                         |                                   | Stadion: Wembley Stadium, Londen Toeschouwers: 67.173 Scheidsrechter: Björn Kuipers Video-assistent: Bastian Dankert |
| 11 juli 2021 «onderlinge duels» 21:00 (UTC+2) 20:00 (UTC+1) | Berardi Belotti Bonucci Bernardeschi Jorginho |                         | Kane Maguire Rashford Sancho Saka | Stadion: Wembley Stadium, Londen Toeschouwers: 67.173 Scheidsrechter: Björn Kuipers Video-assistent: Bastian Dankert |
|                                                             |                                               |                         |                                   | |

| UEFA Europees kampioenschap voetbal Winnaar 2020 |
| ------------------------------------------------ |
| Italië 2e titel                                  |

## Overzicht van wedstrijden
| Groepswedstrijden                                                                                              | | | | | | | | | | | | | | | | | | | | | | | |
| Groep A | Groep A | Groep A | Groep A | Groep B | Groep B | Groep B | Groep B | Groep C | Groep C | Groep C | Groep C | Groep D | Groep D | Groep D | Groep D | Groep E                                                                                               | Groep E                                                                                               | Groep E                                                                                               | Groep E                                                                                               | Groep F | Groep F | Groep F | Groep F |
| Turkije – Italië Wales – Zwitserland Turkije – Wales Italië – Zwitserland Zwitserland – Turkije Italië – Wales | Turkije – Italië Wales – Zwitserland Turkije – Wales Italië – Zwitserland Zwitserland – Turkije Italië – Wales | Turkije – Italië Wales – Zwitserland Turkije – Wales Italië – Zwitserland Zwitserland – Turkije Italië – Wales | Turkije – Italië Wales – Zwitserland Turkije – Wales Italië – Zwitserland Zwitserland – Turkije Italië – Wales | Denemarken – Finland België – Rusland Finland – Rusland Denemarken – België Rusland – Denemarken Finland – België | Denemarken – Finland België – Rusland Finland – Rusland Denemarken – België Rusland – Denemarken Finland – België | Denemarken – Finland België – Rusland Finland – Rusland Denemarken – België Rusland – Denemarken Finland – België | Denemarken – Finland België – Rusland Finland – Rusland Denemarken – België Rusland – Denemarken Finland – België | Oostenrijk – Noord-Macedonië Nederland – Oekraïne Oekraïne – Noord-Macedonië Nederland – Oostenrijk Noord-Macedonië – Nederland Oekraïne – Oostenrijk | Oostenrijk – Noord-Macedonië Nederland – Oekraïne Oekraïne – Noord-Macedonië Nederland – Oostenrijk Noord-Macedonië – Nederland Oekraïne – Oostenrijk | Oostenrijk – Noord-Macedonië Nederland – Oekraïne Oekraïne – Noord-Macedonië Nederland – Oostenrijk Noord-Macedonië – Nederland Oekraïne – Oostenrijk | Oostenrijk – Noord-Macedonië Nederland – Oekraïne Oekraïne – Noord-Macedonië Nederland – Oostenrijk Noord-Macedonië – Nederland Oekraïne – Oostenrijk | Engeland – Kroatië Schotland – Tsjechië Kroatië – Tsjechië Engeland – Schotland Kroatië – Schotland Tsjechië – Engeland | Engeland – Kroatië Schotland – Tsjechië Kroatië – Tsjechië Engeland – Schotland Kroatië – Schotland Tsjechië – Engeland | Engeland – Kroatië Schotland – Tsjechië Kroatië – Tsjechië Engeland – Schotland Kroatië – Schotland Tsjechië – Engeland | Engeland – Kroatië Schotland – Tsjechië Kroatië – Tsjechië Engeland – Schotland Kroatië – Schotland Tsjechië – Engeland | Polen – Slowakije Spanje – Zweden Zweden – Slowakije Spanje – Polen Slowakije – Spanje Zweden – Polen | Polen – Slowakije Spanje – Zweden Zweden – Slowakije Spanje – Polen Slowakije – Spanje Zweden – Polen | Polen – Slowakije Spanje – Zweden Zweden – Slowakije Spanje – Polen Slowakije – Spanje Zweden – Polen | Polen – Slowakije Spanje – Zweden Zweden – Slowakije Spanje – Polen Slowakije – Spanje Zweden – Polen | Hongarije – Portugal Frankrijk – Duitsland Hongarije – Frankrijk Portugal – Duitsland Portugal – Frankrijk Duitsland – Hongarije | Hongarije – Portugal Frankrijk – Duitsland Hongarije – Frankrijk Portugal – Duitsland Portugal – Frankrijk Duitsland – Hongarije | Hongarije – Portugal Frankrijk – Duitsland Hongarije – Frankrijk Portugal – Duitsland Portugal – Frankrijk Duitsland – Hongarije | Hongarije – Portugal Frankrijk – Duitsland Hongarije – Frankrijk Portugal – Duitsland Portugal – Frankrijk Duitsland – Hongarije |
| Achtste finales                                                                                                | | | | | | | | | | | | | | | | | | | | | | | |
| Wales – Denemarken                                                                                             | Wales – Denemarken                                                                                             | Wales – Denemarken                                                                                             | Italië – Oostenrijk                                                                                            | Italië – Oostenrijk                                                                                               | Italië – Oostenrijk                                                                                               | Nederland – Tsjechië                                                                                              | Nederland – Tsjechië                                                                                              | Nederland – Tsjechië | België – Portugal | België – Portugal | België – Portugal | Kroatië – Spanje | Kroatië – Spanje | Kroatië – Spanje | Frankrijk – Zwitserland                                                                                                 | Frankrijk – Zwitserland                                                                               | Frankrijk – Zwitserland                                                                               | Engeland – Duitsland                                                                                  | Engeland – Duitsland                                                                                  | Engeland – Duitsland | Zweden – Oekraïne | Zweden – Oekraïne | Zweden – Oekraïne |
| Kwartfinales                                                                                                   | | | | | | | | | | | | | | | | | | | | | | | |
| Zwitserland – Spanje                                                                                           | Zwitserland – Spanje                                                                                           | Zwitserland – Spanje                                                                                           | Zwitserland – Spanje                                                                                           | Zwitserland – Spanje                                                                                              | Zwitserland – Spanje                                                                                              | België – Italië                                                                                                   | België – Italië                                                                                                   | België – Italië | België – Italië | België – Italië | België – Italië | Tsjechië – Denemarken                                                                                                   | Tsjechië – Denemarken                                                                                                   | Tsjechië – Denemarken                                                                                                   | Tsjechië – Denemarken                                                                                                   | Tsjechië – Denemarken                                                                                 | Tsjechië – Denemarken                                                                                 | Oekraïne – Engeland                                                                                   | Oekraïne – Engeland                                                                                   | Oekraïne – Engeland | Oekraïne – Engeland | Oekraïne – Engeland | Oekraïne – Engeland |
| Halve finales                                                                                                  | | | | | | | | | | | | | | | | | | | | | | | |
| Italië – Spanje                                                                                                | Italië – Spanje                                                                                                | Italië – Spanje                                                                                                | Italië – Spanje                                                                                                | Italië – Spanje                                                                                                   | Italië – Spanje                                                                                                   | Italië – Spanje                                                                                                   | Italië – Spanje                                                                                                   | Italië – Spanje | Italië – Spanje | Italië – Spanje | Italië – Spanje | Engeland – Denemarken                                                                                                   | Engeland – Denemarken                                                                                                   | Engeland – Denemarken                                                                                                   | Engeland – Denemarken                                                                                                   | Engeland – Denemarken                                                                                 | Engeland – Denemarken                                                                                 | Engeland – Denemarken                                                                                 | Engeland – Denemarken                                                                                 | Engeland – Denemarken | Engeland – Denemarken | Engeland – Denemarken | Engeland – Denemarken |
| Finale | | | | | | | | | | | | | | | | | | | | | | | |
| Italië – Engeland                                                                                              | | | | | | | | | | | | | | | | | | | | | | | |

## Prijzengeld
Het totale prijzengeld werd in februari 2018 vastgesteld op € 775,5 miljoen. Elk land dat zich plaatste kreeg al € 9,25 miljoen, de winnaar, Italië ging met € 34 miljoen naar huis.
| Fase            | Bedrag                                            | Aantal landen |
| --------------- | ------------------------------------------------- | ------------- |
| Plaatsing       | € 9,25 miljoen                                    | 24            |
| Groepsfase      | € 1,5 miljoen bij winst € 750.000 voor gelijkspel | 24            |
| Achtste finales | € 2 miljoen                                       | 16            |
| Kwartfinales    | € 3,25 miljoen                                    | 8             |
| Halve finales   | € 5 miljoen                                       | 4             |
| Tweede plaats   | € 7 miljoen                                       | 1             |
| Winnaar         | € 10 miljoen                                      | 1             |

## Uitzendingen
De uitzendingen van het EK van alle uitzendgerechtigden over de hele wereld werden verzorgd vanuit het zogenaamde international broadcast centre in Nederland, wat gevestigd was in Expo Haarlemmermeer, te Vijfhuizen.

## Mascotte
De officiële mascotte voor het EK, Skillzy, werd gepresenteerd op 24 maart 2019. De mascotte is een levensecht mannelijk stripfiguur met freestyle-, straatvoetbal- en panna-skills.

## Statistieken

### Doelpuntenmakers
5 doelpunten
- Cristiano Ronaldo
- Patrik Schick

4 doelpunten
- Romelu Lukaku
- Harry Kane
- Karim Benzema
- Emil Forsberg

3 doelpunten
- Kasper Dolberg
- Raheem Sterling
- Georginio Wijnaldum
- Robert Lewandowski
- Álvaro Morata
- Haris Seferović
- Xherdan Shaqiri

2 doelpunten
- Thorgan Hazard
- Mikkel Damsgaard
- Joakim Mæhle
- Yussuf Poulsen
- Kai Havertz
- Federico Chiesa
- Ciro Immobile
- Lorenzo Insigne
- Manuel Locatelli
- Matteo Pessina
- Ivan Perišić
- Memphis Depay
- Denzel Dumfries
- Roman Jaremtsjoek
- Andrij Jarmolenko
- Pablo Sarabia
- Ferran Torres

1 doelpunt
- Kevin De Bruyne
- Thomas Meunier
- Martin Braithwaite
- Andreas Christensen
- Thomas Delaney
- Leon Goretzka
- Robin Gosens
- Jordan Henderson
- Harry Maguire
- Luke Shaw
- Joel Pohjanpalo
- Antoine Griezmann
- Paul Pogba
- Attila Fiola
- András Schäfer
- Ádám Szalai
- Nicolò Barella
- Leonardo Bonucci
- Luka Modrić
- Mislav Oršić
- Mario Pašalić
- Nikola Vlašić
- Wout Weghorst
- Ezgjan Alioski
- Goran Pandev
- Artem Dovbyk
- Oleksandr Zintsjenko
- Marko Arnautović
- Christoph Baumgartner
- Michael Gregoritsch
- Saša Kalajdžić
- Stefan Lainer
- Karol Linetty
- Raphaël Guerreiro
- Diogo Jota
- Artjom Dzjoeba
- Aleksej Mirantsjoek
- Callum McGregor
- Milan Škriniar
- César Azpilicueta
- Aymeric Laporte
- Mikel Oyarzabal
- Tomáš Holeš
- İrfan Can Kahveci
- Kieffer Moore
- Aaron Ramsey
- Connor Roberts
- Viktor Claesson
- Breel Embolo
- Mario Gavranović

Eigen doelpunt
- Simon Kjær (tegen Engeland)
- Mats Hummels (tegen Frankrijk)
- Lukáš Hrádecký (tegen België)
- Wojciech Szczęsny (tegen Slowakije)
- Rúben Dias (tegen Duitsland)
- Raphaël Guerreiro (tegen Duitsland)
- Martin Dúbravka (tegen Spanje)
- Juraj Kucka (tegen Spanje)
- Pedri (tegen Kroatië)
- Merih Demiral (tegen Italië)
- Denis Zakaria (tegen Spanje)

### Assists
4 assists
- Steven Zuber

3 assists
- Pierre-Emile Højbjerg
- Luke Shaw
- Marco Verratti
- Dani Olmo

2 assists
- Kevin De Bruyne
- Thomas Meunier
- Robin Gosens
- Joshua Kimmich
- Jack Grealish
- Roland Sallai
- Domenico Berardi
- Leonardo Spinazzola
- Memphis Depay
- Donyell Malen
- Andrij Jarmolenko
- David Alaba
- Rafa Silva
- Jordi Alba
- Gerard Moreno
- Pablo Sarabia
- Pau Torres
- Vladimír Coufal
- Gareth Bale
- Dejan Kulusevski

1 assist
- Eden Hazard
- Dries Mertens
- Thomas Vermaelen
- Andreas Cornelius
- Mikkel Damsgaard
- Mathias Jensen
- Joakim Mæhle
- Jens Stryger Larsen
- Mats Hummels
- Mason Mount
- Kalvin Phillips
- Bukayo Saka
- Raheem Sterling
- Kieran Trippier
- Jere Uronen
- Antoine Griezmann
- Lucas Hernández
- Kylian Mbappé
- Paul Pogba
- Ádám Szalai
- Francesco Acerbi
- Nicolò Barella
- Ciro Immobile
- Rafael Tolói
- Mateo Kovačić
- Andrej Kramarić
- Luka Modrić
- Mislav Oršić
- Ivan Perišić
- Nathan Aké
- Roman Jaremtsjoek
- Oleksandr Karavajev
- Roeslan Malinovski
- Oleksandr Zintsjenko
- Konrad Laimer
- Marcel Sabitzer
- Louis Schaub
- Przemysław Frankowski
- Kamil Jóźwiak
- Maciej Rybus
- Piotr Zieliński
- Diogo Jota
- Cristiano Ronaldo
- Artjom Dzjoeba
- Marek Hamšík
- Róbert Mak
- José Gayà
- Ferran Torres
- Tomáš Holeš
- Tomáš Kalas
- Hakan Çalhanoğlu
- Joe Morrell
- Alexander Isak
- Remo Freuler
- Kevin Mbabu
- Xherdan Shaqiri
- Granit Xhaka

### Keepers: Tegendoelpunten en de nul gehouden
| Naam                 | Wed  | Doelpunten tegen | Gem  | De nul gehouden |
| -------------------- | ---- | ---------------- | ---- | --------------- |
| Jordan Pickford      | 7    | 2                | 0.29 | 5               |
| Thibaut Courtois     | 5    | 3                | 0.6  | 3               |
| Gianluigi Donnarumma | 6.99 | 4                | 0.57 | 2.99            |
| Tomáš Vaclík         | 5    | 4                | 0.8  | 2               |
| Robin Olsen          | 4    | 4                | 1    | 2               |
| Unai Simón           | 6    | 6                | 1    | 2               |
| Maarten Stekelenburg | 4    | 4                | 1    | 2               |
| Lukáš Hrádecký       | 3    | 3                | 1    | 1               |
| Kasper Schmeichel    | 6    | 7                | 1.17 | 1               |
| Daniel Bachmann      | 4    | 5                | 1.25 | 1               |
| Hugo Lloris          | 4    | 6                | 1.5  | 1               |
| Danny Ward           | 4    | 6                | 1.5  | 1               |
| David Marshall       | 3    | 5                | 1.67 | 1               |
| Rui Patrício         | 4    | 7                | 1.75 | 1               |
| Matvej Safonov       | 2    | 4                | 2    | 1               |
| Salvatore Sirigu     | 0.01 | 0                | 0    | 0.01            |
| Manuel Neuer         | 4    | 7                | 1.75 | 0               |
| Yann Sommer          | 5    | 9                | 1.8  | 0               |
| Heorhij Boesjtsjan   | 5    | 10               | 2    | 0               |
| Péter Gulácsi        | 3    | 6                | 2    | 0               |
| Dominik Livaković    | 4    | 8                | 2    | 0               |
| Wojciech Szczęsny    | 3    | 6                | 2    | 0               |
| Martin Dúbravka      | 3    | 7                | 2.33 | 0               |
| Uğurcan Çakır        | 3    | 8                | 2.67 | 0               |
| Stole Dimitrievski   | 3    | 8                | 2.67 | 0               |
| Anton Sjoenin        | 1    | 3                | 3    | 0               |

### Disciplinaire straffen
Een speler is automatisch geschorst voor de volgende wedstrijd bij onderstaande overtredingen:
- Het krijgen van een rode kaart. Eventueel kan de schorsing verlengd worden bij ernstige overtredingen.
- Het krijgen van een gele kaart in twee verschillende wedstrijden. Na afloop van de kwartfinales vervallen de gele kaarten. Schorsingen na gele kaarten worden niet overgedragen naar overige toekomstige interlandwedstrijden.

Tijdens het eindtoernooi hebben onderstaande spelers een schorsing gekregen:
| Speler              | Overtreding(en) | Schorsing(en)                                           |
| ------------------- | --- | ------------------------------------------------------- |
| Grzegorz Krychowiak | in Groep E tegen Slowakije (speelronde 1, op 14 juni 2021)                                                             | Groep E tegen Spanje (speelronde 2, op 19 juni 2021)    |
| Marko Arnautović    | Het beledigen van een andere speler in Groep C tegen Noord-Macedonië (speelronde 1, op 13 juni 2021)                   | Groep C tegen Nederland (speelronde 2, op 17 juni 2021) |
| Ethan Ampadu        | in Groep A tegen Italië (speelronde 3, op 20 juni 2021)                                                                | Achtste finale tegen Denemarken (op 26 juni 2021)       |
| Hakan Çalhanoğlu    | in Groep A tegen Wales (speelronde 2, op 16 juni 2021) in Groep A tegen Zwitserland (speelronde 3, op 20 juni 2021)    | Nationale elftal is uitgeschakeld.                      |
| Çağlar Söyüncü      | in Groep A tegen Italië (speelronde 1, op 11 juni 2021) in Groep A tegen Zwitserland (speelronde 3, op 20 juni 2021)   | Nationale elftal is uitgeschakeld.                      |
| Ezgjan Alioski      | in Groep C tegen Oostenrijk (speelronde 1, op 13 juni 2021) in Groep C tegen Nederland (speelronde 3, op 21 juni 2021) | Nationale elftal is uitgeschakeld.                      |
| Dejan Lovren        | in Groep D tegen Tsjechië (speelronde 2, op 18 juni 2021) in Groep D tegen Schotland (speelronde 3, op 22 juni 2021)   | Achtste finale tegen Spanje (op 28 juni 2021)           |
| Jan Bořil           | in Groep D tegen Kroatië (speelronde 2, op 18 juni 2021) in Groep D tegen Engeland (speelronde 3, op 22 juni 2021)     | Achtste finale tegen Nederland (op 27 juni 2021)        |
| Ondrej Duda         | in Groep E tegen Zweden (speelronde 2, op 19 juni 2021) in Groep E tegen Spanje (speelronde 3, op 23 juni 2021)        | Nationale elftal is uitgeschakeld.                      |
| Endre Botka         | in Groep F tegen Frankrijk (speelronde 2, op 19 juni 2021) in Groep F tegen Duitsland (speelronde 3, op 23 juni 2021)  | Nationale elftal is uitgeschakeld.                      |
| Kieffer Moore       | in Groep A tegen Zwitserland (speelronde 1, op 12 juni 2021) in de achtste finale tegen Denemarken (op 26 juni 2021)   | Nationale elftal is uitgeschakeld.                      |
| Harry Wilson        | in de achtste finale tegen Denemarken (op 26 juni 2021)                                                                | Schorsing buiten het toernooi uitgezeten.               |
| Matthijs de Ligt    | in de achtste finale tegen Tsjechië (op 27 juni 2021)                                                                  | Schorsing buiten het toernooi uitgezeten.               |
| Marcelo Brozović    | in Groep D tegen Engeland (speelronde 1, op 13 juni 2021) in de achtste finale tegen Spanje (op 28 juni 2021)          | Nationale elftal is uitgeschakeld.                      |
| Duje Ćaleta-Car     | in Groep D tegen Engeland (speelronde 1, op 13 juni 2021) in de achtste finale tegen Spanje (op 28 juni 2021)          | Nationale elftal is uitgeschakeld.                      |
| Granit Xhaka        | in Groep A tegen Turkije (speelronde 3, op 20 juni 2021) in de achtste finale tegen Frankrijk (op 28 juni 2021)        | Kwartfinale tegen Spanje (op 2 juli 2021)               |
| Benjamin Pavard     | in Groep F tegen Hongarije (speelronde 2, op 19 juni 2021) in de achtste finale tegen Zwitserland (op 28 juni 2021)    | Nationale elftal is uitgeschakeld.                      |
| Matthias Ginter     | in Groep F tegen Portugal (speelronde 2, op 19 juni 2021) in de achtste finale tegen Engeland (op 29 juni 2021)        | Nationale elftal is uitgeschakeld.                      |
| Marcus Danielson    | in de achtste finale tegen Oekraïne (op 29 juni 2021)                                                                  | Schorsing buiten het toernooi uitgezeten.               |
| Remo Freuler        | in de kwartfinale tegen Spanje (op 2 juli 2021)                                                                        | Schorsing buiten het toernooi uitgezeten.               |
| Mario Gavranović    | in Groep A tegen Italië (speelronde 2, op 16 juni 2021) in de kwartfinale tegen Spanje (op 2 juli 2021)                | Nationale elftal is uitgeschakeld.                      |

## Trivia
- Scheidsrechter Danny Makkelie mocht als eerste Nederlander ooit een openingswedstrijd op een EK fluiten.
- Scheidsrechter Björn Kuipers mocht als eerste Nederlander ooit de finale van het EK fluiten.
- Oekraïne, Zwitserland en Engeland behaalden hun beste resultaat ooit op een EK.
- Portugal werd voor het eerst sinds 1989 verslagen door België.
- Italië won voor het eerst sinds 1968 weer een EK.
- Er werden 11 eigen doelpunten gemaakt op dit EK, wat meer is dan op alle voorgaande EK's samen, een record. Ter vergelijking: op het EK 2016 in Frankrijk vielen slechts 3 eigen doelpunten en dat was toen ook al een record.
- Er werden 9 strafschoppen gemist tijdens de reguliere speeltijd en de verlengingen, eveneens een record.

## EK 2020 in beeld

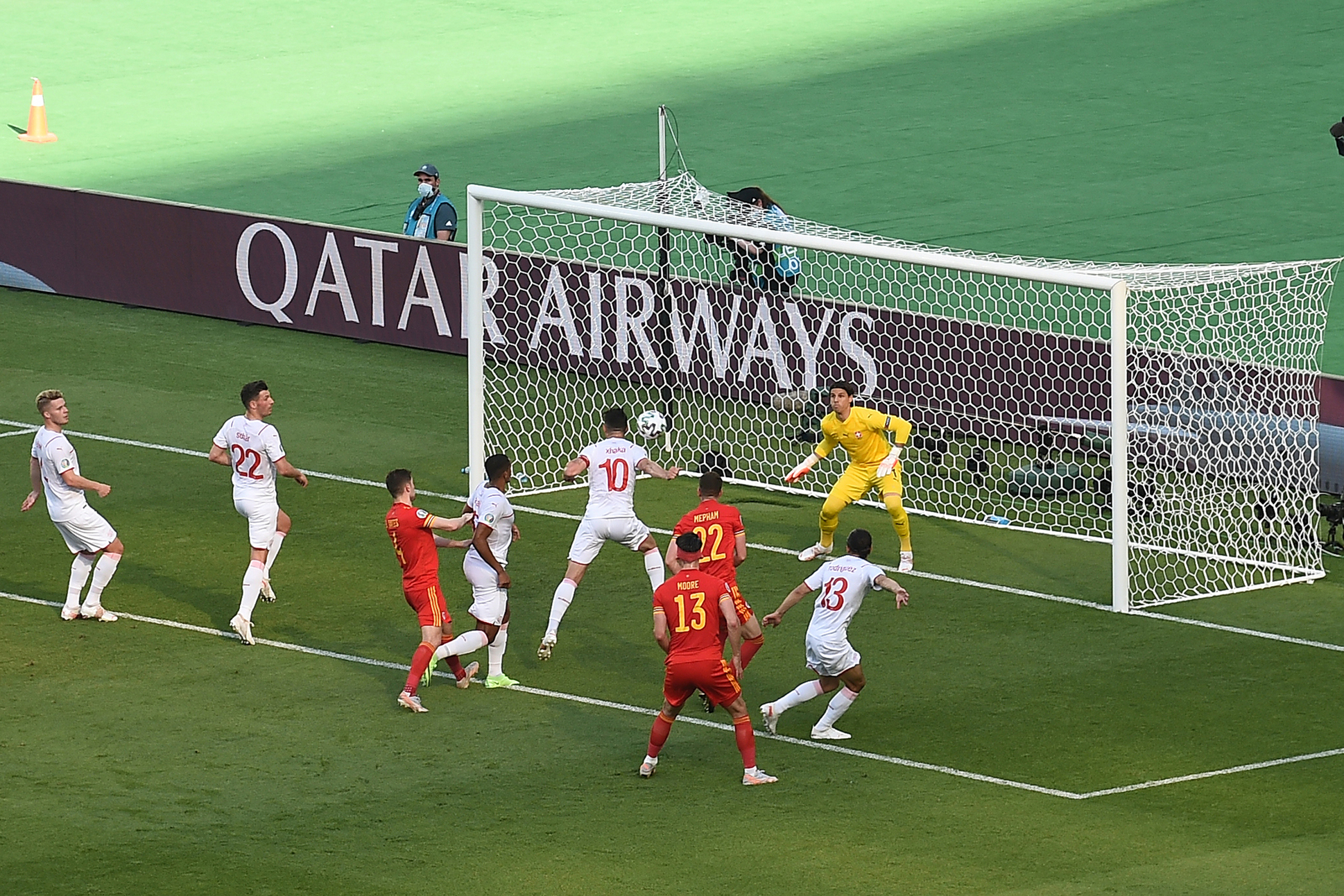
Wales – Zwitserland Wedstrijd gespeeld op 12 juni 2021 in Bakoe in groep A.
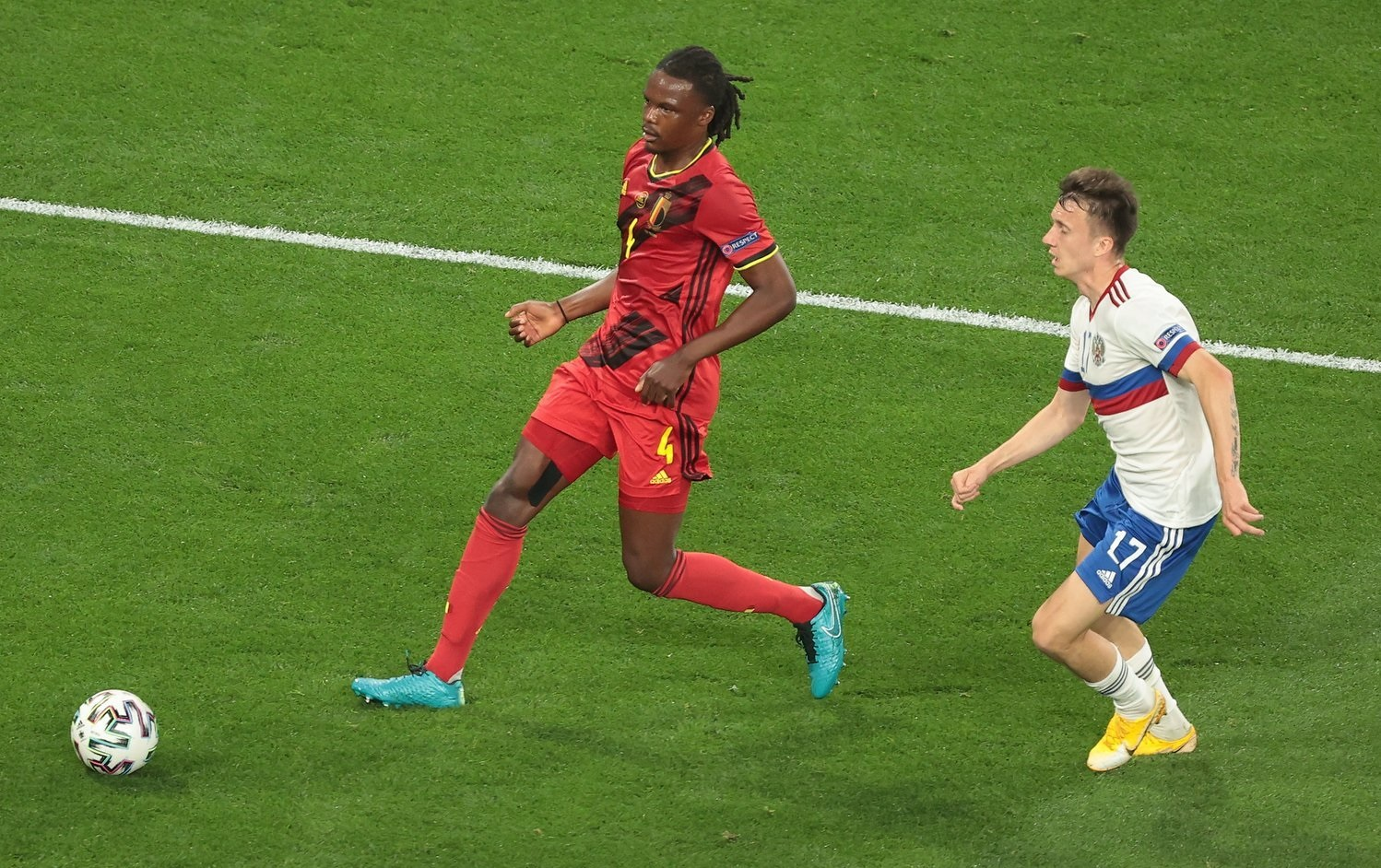
België – Rusland Wedstrijd gespeeld op 12 juni 2021 in Sint-Petersburg in groep B.
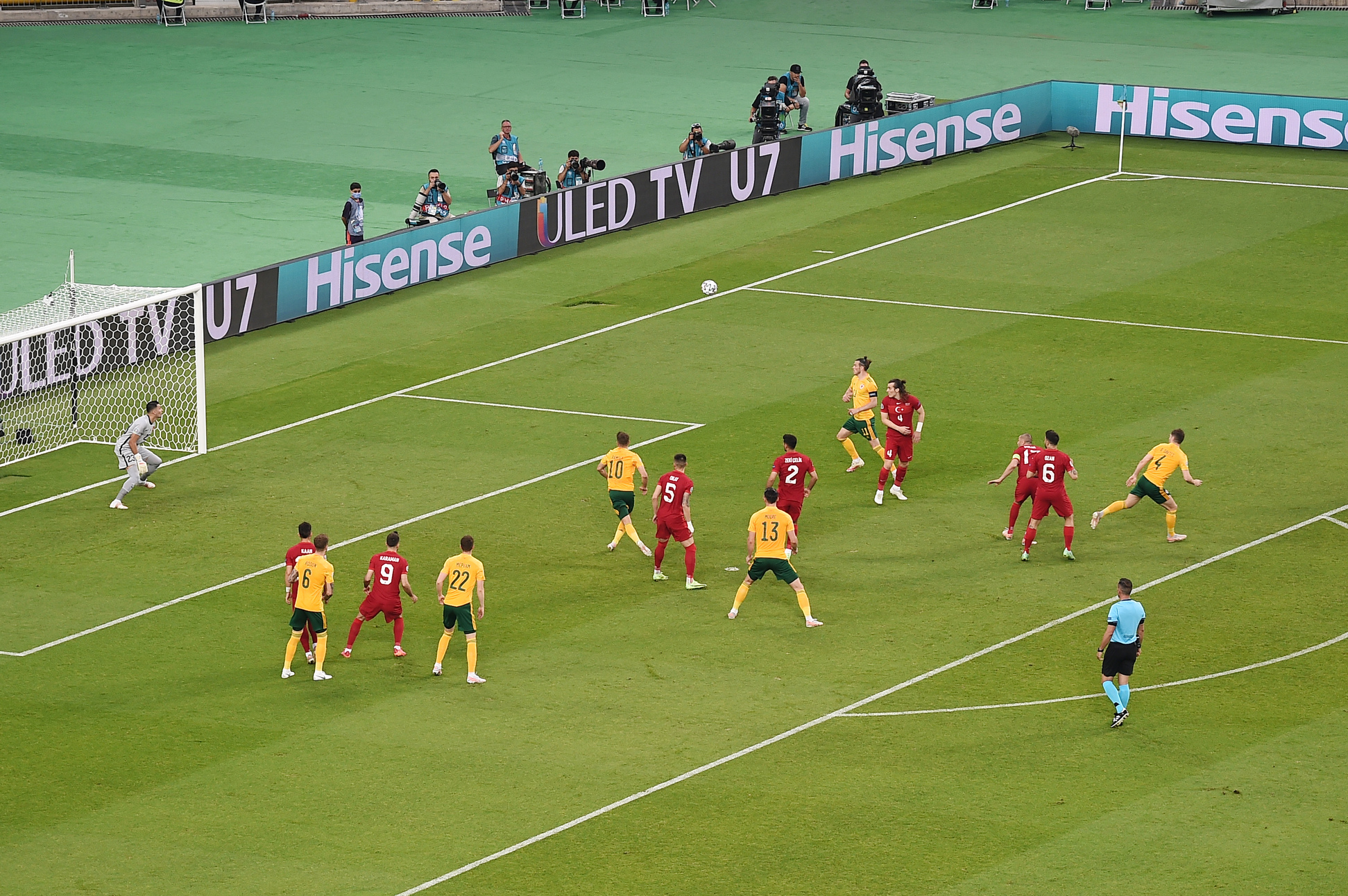
Turkije – Wales Wedstrijd gespeeld op 16 juni 2021 in Bakoe in groep A.
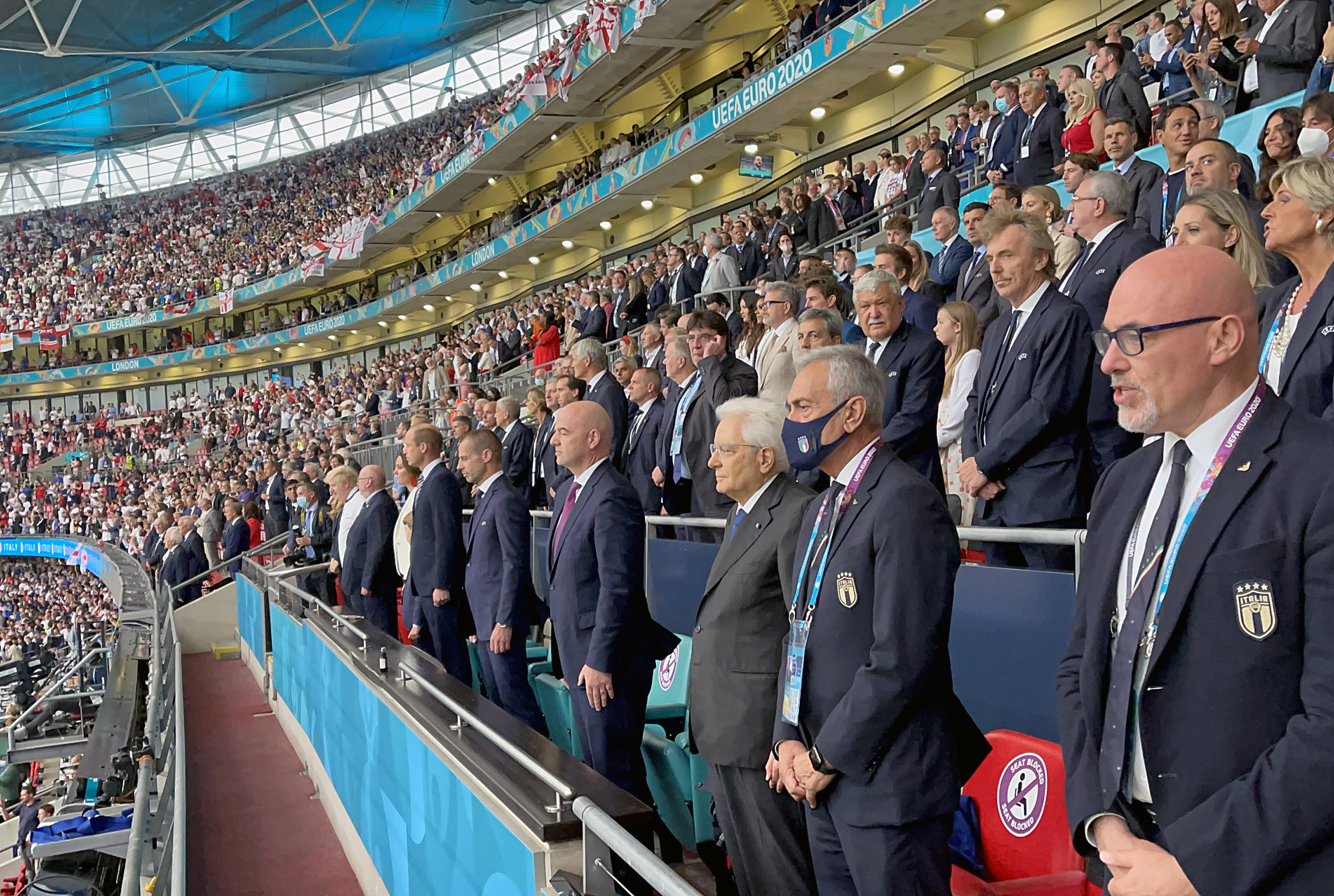
Gianni Infantino en Gabriele Gravina Aanwezigen tijdens de finale tussen Italië en Engeland.